# 國立政治大學

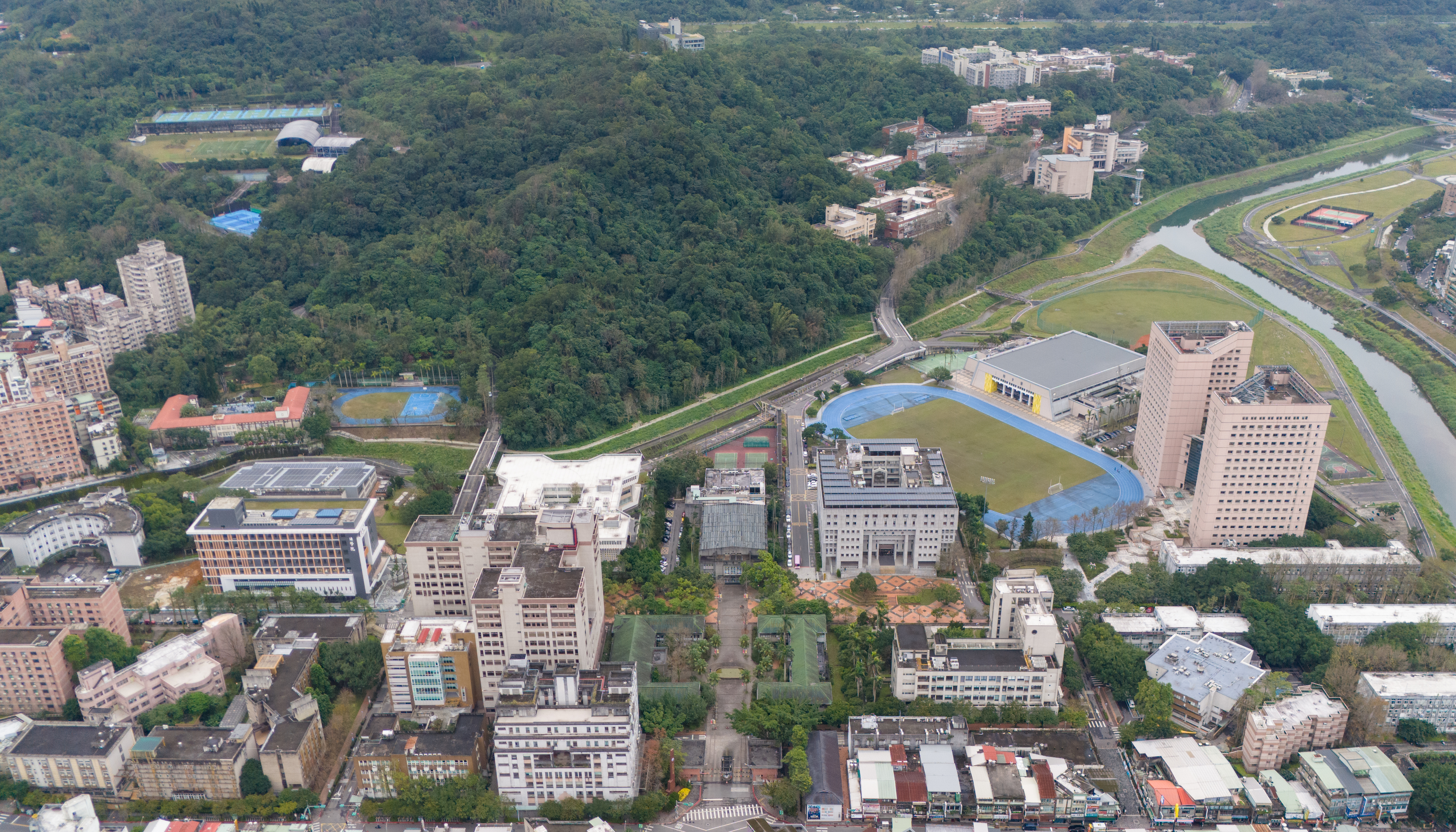
國立政治大學校園

國立政治大學，簡稱政大、NCCU，是一所位於臺灣臺北市的研究型國立大學，學術範圍以人文社會科學領域為主，在人文科學、社會科學、法學、商業管理、金融等領域皆具重要學術影響力。政大初創時是為政府培養政治、管理及司法人員的中央院校，在臺復校後逐步發展為研究型大學，現設有12個學院，下分34個學系、43個研究所與30個學位學程，並設有9個校級研究中心。為亞洲及太平洋地區代表臺灣的指標性智庫。
政大由多個政府及政黨人才培育機構合併成立，中華民國政府遷臺後在1954年復校，為首間在臺復校的國立大學。政大被譽為培育國家人才的搖籃，畢業生多任職於金融商管界及政治司法行政領域，政大校友及教職員涵蓋3名中華民國總統與3名中華民國副總統。

## 學校象徵

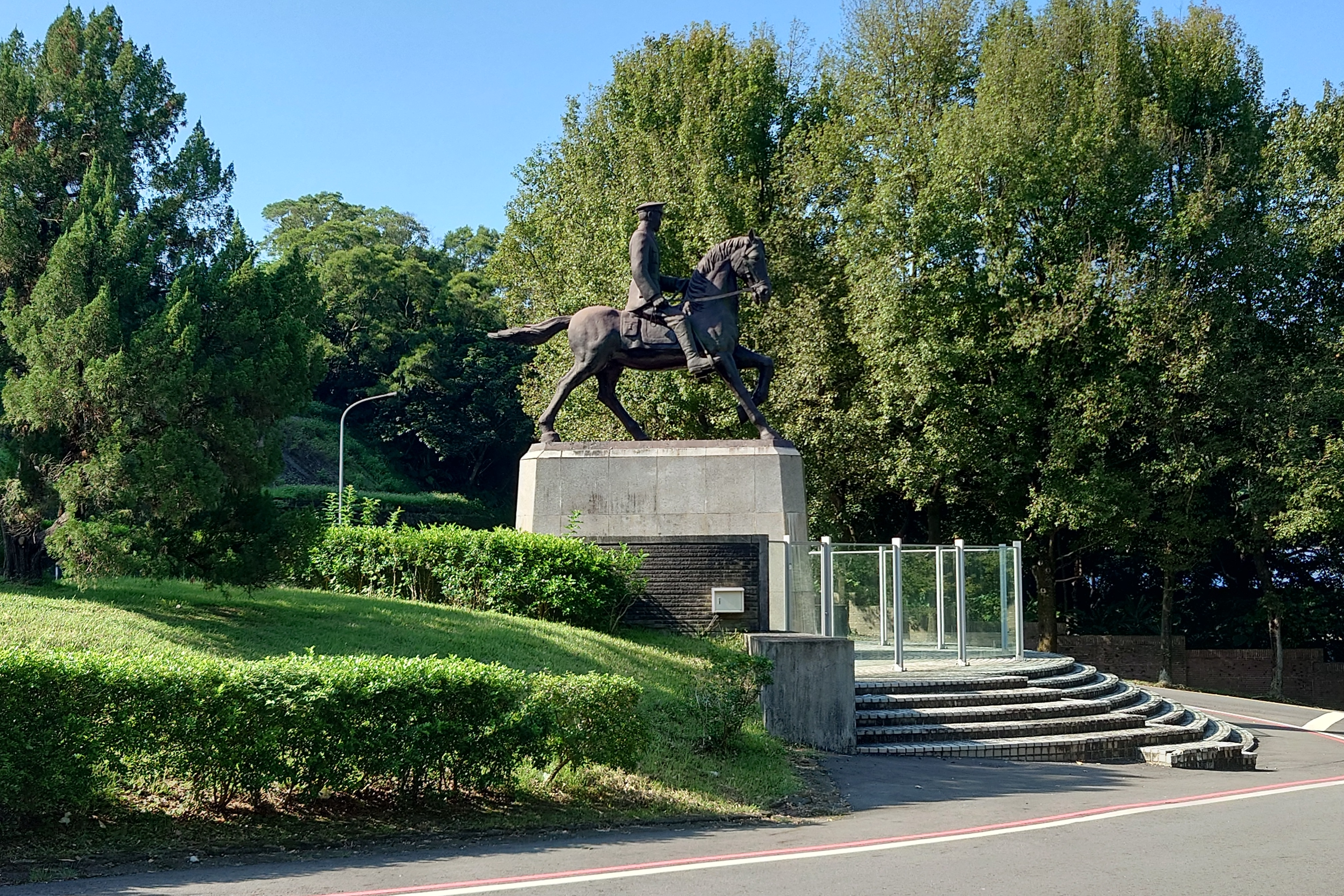
政大後山的蔣中正銅像

國立政治大學前身之一為中國國民黨籌設之中央黨務學校，首任校長為蔣中正，設立之目的即為配合國家建設與社會發展的需要，培養政治管理人才。因此其校訓、校徽及校歌等各方面象徵，都與中華民國、中國國民黨呼應。被部份媒體認為具黨國色彩且因其歷史而戲稱黨校。
近年來因應轉型正義，政大學生會成立校園轉型正義小組，並與政大野火陣線等學生自治團體積極推動校內威權象徵移除或轉型。推動校歌歌詞之增訂修改、移除蔣中正銅像與遺像以及更名。

### 校徽
現行校徽制定於1956年，外型為象徵中華民國精神之國花梅花的五瓣設計，中嵌篆書「政大」二字，並以圓圈圍住。梅花象徵堅忍、潔白、芬芳的立校精神；圓圈代表圓滿、圓融。顏色則與國旗採用相同色系，以紅色、白色以及藍色為主色設計，象徵「為國育才」。在顏色上，紅色代表政大人的溫暖熱誠，藍色代表青天，白色則是白日，兩者結合象徵晴空萬里，正大光明。

### 校旗
校旗以中華民國國旗配色為主軸，以藍色為底，輔以白色及紅色鑲邊、金色流蘇為飾，中央為校徽及金色「國立政治大學」字樣。

### 校訓
校訓「親愛精誠」制定於1927年，由時任副教務主任羅家倫與時任校長蔣中正共同商討後決定。該校訓沿用當時由中國國民黨總理孫中山於廣州創立之陸軍官校校訓。蔣中正闡釋：「親愛」是要所有的同志能「相親相愛」，「精」是「精益求精」，「誠」是「誠心誠意」。政大校史館存有蔣中正書寫之校訓。

### 校樹
1996年全校票選出樟樹為代表植物。2017年90週年校慶時，票選出楓香作為校樹。

### 校歌

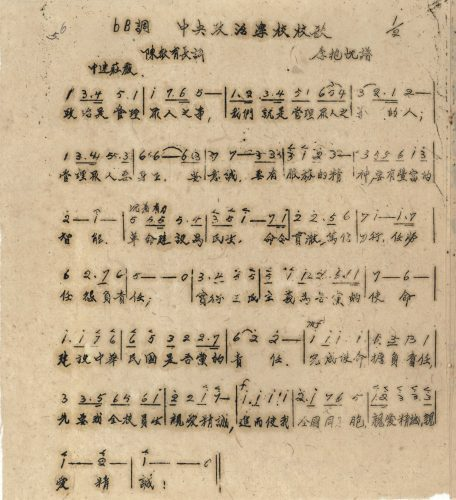
中央政治學校校歌原稿

約創作於1940年，由當時中央政治學校教育長陳果夫作詞，為美國哥倫比亞大學音樂教育博士、耶魯大學教授李抱忱作曲。
2017年11月20日，經過從第186次校務會議成立檢討現行校歌委員會到第196次校務會議上正式通過校歌歌詞修訂版。修改部分包含將革命改革新，命令改理念，並修正第七、第八句歌詞為「實踐民主法治是我們的使命」、「維護自由人權是我們的責任」；並決議兩版校歌並行。

## 校史
1927年5月5日，中國國民黨中央執行委員會常務委員會第88次會議與國民政府各部部長聯席會議上，提議成立「中央黨務學校」；5月20日於第92次會議通過設立中央黨校，將原先由黃埔陸軍軍官學校擴充改組成的「中央軍事政治學校」分離為隸屬中央軍事委員會的中央陸軍軍官學校和隸屬中央執行委員會的中央黨務學校。1929年6月27日，中國國民黨第3屆中央執行委員會第19次常務會議議決，黨務學校更名為「中央政治學校」。1947年配合訓政改憲政，與蔣經國領導的三民主義青年團的中央團校「中央幹部學校」合併，改組為國立政治大學並改隸中華民國教育部。
第二次國共內戰爆發後政大停止辦學，中央政府遷往臺灣後在1954年11月24日復校，是首間在臺復校的國立大學。與隨後復校的國立清華大學、國立交通大學等在各學術領域皆有高度評價，為臺灣培育大量社會中堅人才。
除校本部外，現設有公共行政及企業管理教育中心、國際關係研究中心、中學、小學及幼兒園等附屬機構，形成一完整教育體系。

### 中央黨務學校
中國國民黨於1927年在南京市紅紙廊將中央軍事政治學校分離，成立「中央黨務學校」，負責國民革命軍北伐期間與軍政時期黨務與政治幹部的教育訓練。在蔣中正領導的中國國民黨決定籌設中央黨務學校後，於是年5月20日正式通過以蔣中正為校長，5月20日即該校校慶日。南京紅紙廊也成為了嗣後政大精神上的永久校址。政大的社團幹部訓練營也以「紅紙廊」為名。
- 1927年，蔣中正發動「清黨」剷除黨內中國共產黨勢力後，原先準備成立「宣傳訓練院」，但後來由中央黨務學校取代。中央黨校校訓沿用1924年成立的黃埔軍校校訓，即「親愛精誠」四字，並於1927年經首任校長蔣中正敲定。創校初期借用國立東南大學校舍[註 5]，至該校改組國立第四中山大學[註 6]後，接收校產以為為永久之校址。[28]課程著重黨務及社會運動、政治宣傳，授課內容則分為理論、歷史、地理和組織。[28]
- 中央黨務學校因屬軍政時期重要的政治幹部培訓學校[28]，由蔣中正親任校長，實際負責學校運作者乃副教務主任羅家倫、副訓育主任谷正綱及副總務主任吳挹峰等人。
- 1928年12月设立蒙藏及华侨特别班，1929年2月第一期43人开学。学制两年。

### 中央政治學校

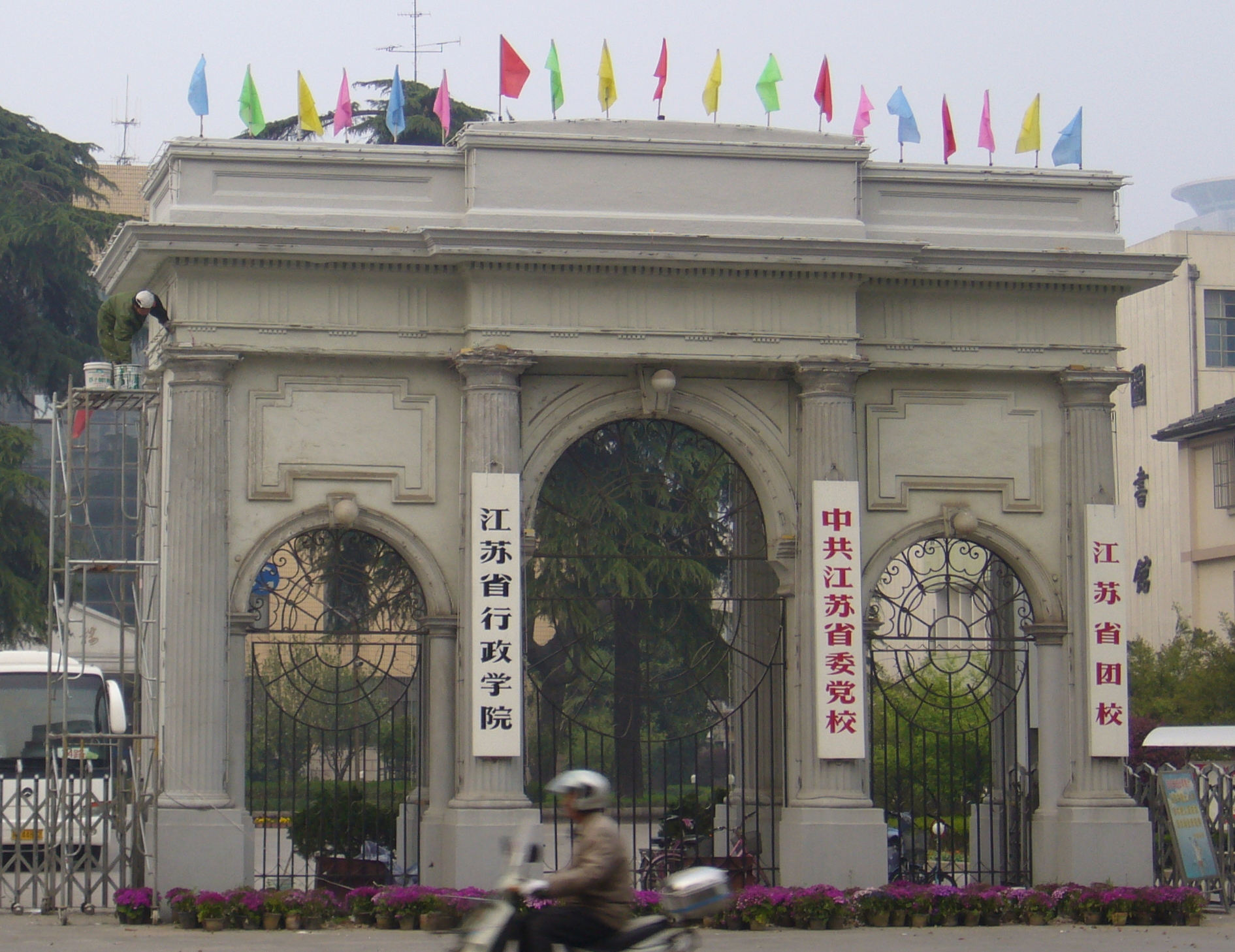
原國立中央政治大學門樓，現存于江蘇省南京市政大舊址，1953年-2011年期間作為中共江蘇黨校校門

中央政治學校是中國國民黨在訓政時期培育政治及管理人才的主要基地，當年地位類似中國共產黨的「中共中央黨校」或是法國戴高樂將軍倡導下的巴黎政治學院、國家行政學院。蔣中正經常親自視導校務，並對同學們發表演說。時任教育長羅家倫主張：「我們要擔負起普法戰爭後法國政治學校的責任。我希望把這所學校辦成像英國倫敦大學政治經濟學院和巴黎政治學校相似的標準。」使該校成為高級文官的搖籃，並且提供學生優厚的待遇，吸引不少民國四大名校畢業生入讀進修，以求在公務部門獲得職位。
校舍由當時著名的華蓋建築師事務所興建，現僅留存仿法國巴黎凱旋門興造之大門，顯示當年該校特殊的身份和地位。中央政治學校時期曾在江寧縣展開政治實驗，該縣政府組織從縣長到各科科、股長等各級官員，大多是學校教師或畢業生，目的在研究及發展中國式的治理模式。
- 1929年，中央黨務學校改組為「中央政治學校」[35]，初設政治、財政、地方自治、社會經濟四系，後來又增設教育和外交等系。
- 1930年，增設國民政府測驗工作人員養成所，由吳南軒教授主持，專責培養國家各類考試事務人才[36]，西康學生特別訓練班及蒙藏班。[37]
- 1930年12月21日，設立蒙藏班，聘唐啟宇為班主任，租曹都巷民房辦學，入學100人。
- 1931年，增設華僑班，次年改稱大學部，以及新設地政研究班、計政學院。[37]
- 1933年，蒙藏班升格為中央政治學校附設蒙藏學校，校舍為南京和平門外曉莊師範舊址，設高中部（分普通、師範、畜牧、衛生4科）、初中部、補習班；1937年9月改為中央政治學校附設邊疆學校；1941年8月改为國立邊疆學校至1949年8月。以及地政研究班升級為地政學院。1934年夏成立包頭、康定、西寧三分校。[37]1934年10月1日，包頭分校正式開學，名譽校長蔣介石，學校主任張鎮臨，校址設在包頭東門大街一處歇業的糧店大院落（今東河區東門大街第二小學），設四年制簡易師範部於1934年、1935年各招生一屆各50人，三年制初中部1936年招生一屆50人，六年制小學部，所有學生為公費，絕大部分為漢族學生；1937年9月16日从包頭疏散，前往西寧，1938年夏羅愛林接任主任，學校遷往岷縣，1939年9月解散[38]。
- 1935年，設置研究部，分行政、法律、經濟、財政、外交、教育等組，與大學部各學系互相配合，並新設肅州分校[註 7]。
- 1937年，抗日戰爭爆發後，中央政治學校隨中央政府機關遷至重慶，並將科系調整為法政、經濟、外交、新聞、地政五系，爾後又成立新聞事業專修班、新聞專修科、地政專修科、會計專修科、統計專修科、語文專修科。[39]
- 1939年，中央政治學校改組，大學部及地政學院、合作學院停止招生。設立國民政府公務員訓練部[註 8]，培訓公務人員高等考試及公務人員普通考試初試及格人員。[40]
- 1943年，设立國民政府法官訓練班[註 9]，為當時全中國唯一的司法訓練机关。[41]
- 與美國哥倫比亞大學普利策新聞學院合辦中央政治學校新聞學院。[42][43]1942年底，中國國民黨中央宣傳部副部長董顯光陪同宋美齡赴美治病時，通過其碩士同學、時任哥倫比亞大學普利策新聞學院院長亞更曼（英语：Carl W. Ackerman）的幫助下，獲得戰略情報局每年5萬美元的匿名資助，1943年10月11日在重慶郊外上清寺巴縣中學内正式開學，學員要求大學畢業，英語良好，首屆招生32人（25男7女），蔣介石任名譽院長，董顯光任院長，中宣部國際宣傳處處長曾虚白任副院長，葛海樂（Harold L. Cross）教授任教務長，學員採編英文《重慶新聞》（Chungkin Reporter）。1944年6月30日第一期結業30人。1944年10月11日第二期開學，學員29人（25男4女），甘露德（Rodney Gilbert）接任教務長。1945年6月30日第二期結業。抗戰勝利後無疾而終。知名校友有外交官葉公超、温源寧、魏景蒙、沈錡、沈劍虹、朱撫松、周森鏞、凌崇熙、李惠苓，新聞人余夢燕、王洪鈞，中國外文出版發行事業局局長段連城及夫人王作民、吳存亞，赴美的馬大仁。[44]

### 中央幹部學校
1944年三民主義青年團創立「中央幹部學校」（青年幹部學校），以重慶復興關為校址，由蔣中正擔任校長，其子蔣經國擔任教育長。初設研究部，主要研究政治、經濟，招生對象為各國立大學畢業生，三期共培訓幹部五百餘人。後增設專修部，計有地方自治、師範、管理、生產等四科，並增設東北青年訓練班。
抗戰後期知識青年從軍運動時，開始附設青年軍政治工作幹部訓練班，由蔣經國兼任班主任。中央幹部學校在性質及任務上，可對應至中國共產主義青年團之中央團校，中國青年政治學院。

### 國立政治大學

#### 大陸時期
- 1946年，中國國民黨與三民主義青年團進行黨團合併，同時「中央政治學校」也與「中央幹部學校」合併，定名為「國立政治大學」（國立中央政治大學）[註 10]，管理機關由中國國民黨中央委員會直屬改隸為中華民國教育部。[48]
- 1947年，政大改採專任校長制，教育部聘任蔣介石為名譽校長，並派顧毓琇為校長。[49]
- 1948年，設置文學院、法學院、政治經濟學院，以及教育研究所。[49]
- 1949年，經渡江战役後，中華民國政府在大陸全面退守，4月23日，中国人民解放军進駐南京，南京紅紙廊、孝陵衛校址為中國共產黨所接收。一部份遷到四川的政大師生，以少量兵器投筆從戎，參與第二次國共內戰，經過蘇場遭遇戰和大邑包圍戰後，僅有少數學生生還，爾後以軍人身份轉由香港進入臺灣。政大在臺北復校後，在校區設有「精神堡壘」石碑，自1982年起，於每年12月20日舉辦政大節，紀念上述參與川西會戰的政大師生。[48][50]

#### 在臺復校

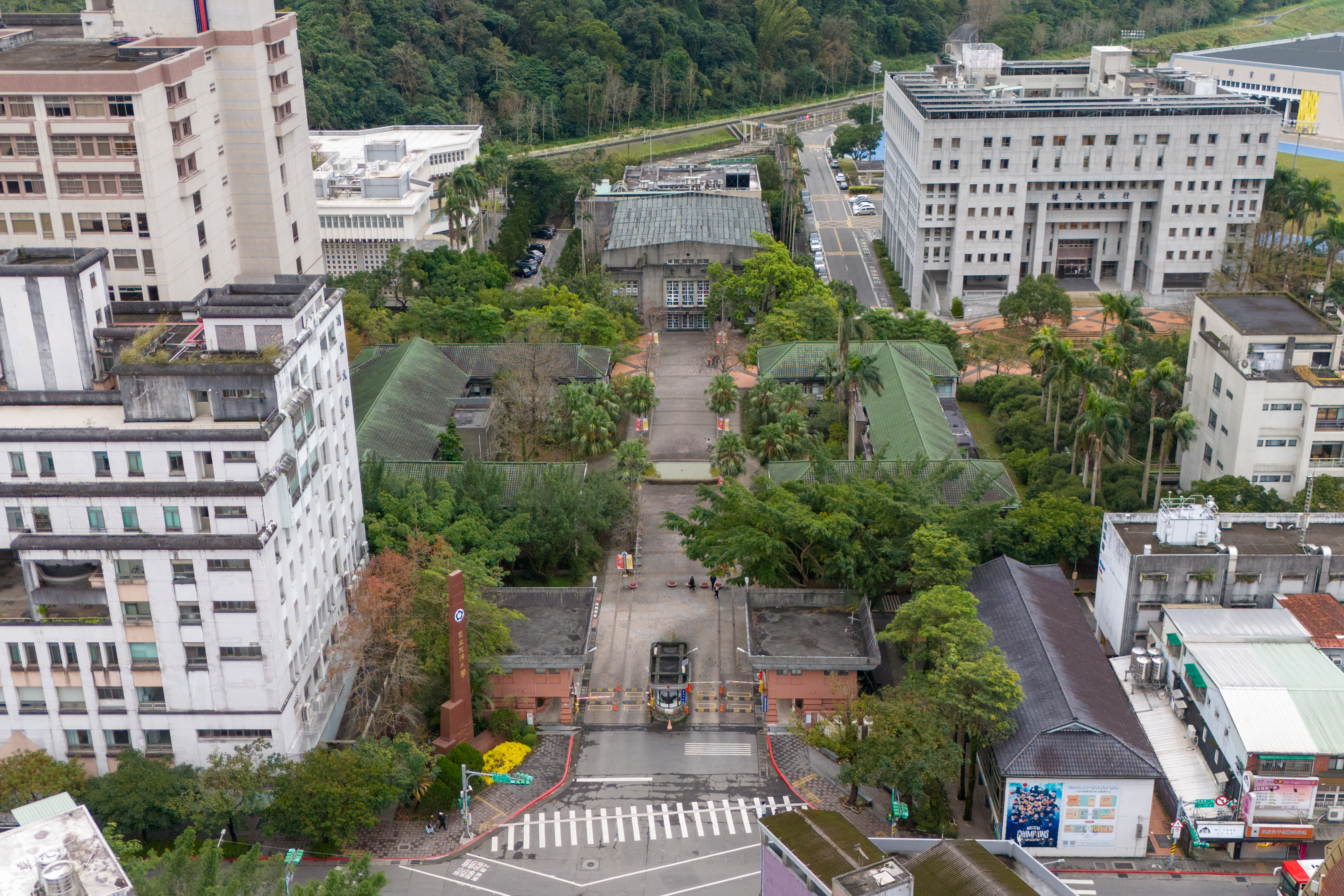
位於校門後方的四維堂、果夫樓、志希樓，於復校初期興建

在臺復校初期學校經費承受政府各方面限制，教育部之經費運用也不夠靈活及透明，導致學校各類發展受到限制，資產及校地都僅有中小型規模。當時政府在高等教育的投資上顯有不足，各類硬體條件甚至不及南京時期。因此為了增加大學自主性曾有行政法人化之提案。
學術發展方面，由於缺乏醫學及工程學學院，造成政大在各類學術評比排名遭低估，也難以發展跨領域研究。政大與國立陽明大學及臺北市立聯合醫院結盟建立「聯盟醫療系統」。亦曾與國立臺灣科技大學商討合併事宜，以期擴充理工領域的教學研究。
- 1950年，政大在臺灣的校友於該年4月9日，在圓山飯店舉行大規模的聚會，到會者約五百人，由張金鑑擔任主席，會中曾通過籌組校友會及促進在臺復校案。[49]（政府遷臺後，原無在臺恢復國立大學構想，曾有一律不考慮復校之決議。但隨時局轉變，培養高等教育人才之機構嚴重不足，例如當時臺灣省僅有國立臺灣大學一所國立大學，無法負擔龐大社會需求，始漸有復校之議。）
- 1954年，教育部長張其昀呈函行政院，略謂「擬先在臺恢復設置國立政治大學，以應急需」[49]，復校事宜完全由教育部主導，先於臺北市的教育部大樓恢復辦學，後選定臺北縣木柵鄉[註 11]教育部用地為復校基地[55]，政大成為嗣後大陸時期各國立大學，如國立清華大學、國立交通大學等在臺復校之先驅。復校首任校長為心理學家陳大齊（曾任北京大學代理校長），初期設立行政、公民教育、新聞及國際關係等四個研究所。
- 1955年，恢復設立大學部，後依《大學法》之規定，就所設各系，規劃文學院、法學院、商學院。[55]
- 1958年，文學院、商學院成立。
- 1959年5月20日，四維堂落成，甫落成時稱作中美合作體育館兼活動中心，為首個接受中美援助案興建的學生活動中心，並作為正式大禮堂，亦是校園精神象徵建築。
- 1960年，政治所研究生周道濟通過教育部考試獲得法學博士學位，為依據《學位授予法》獲得此項學位的第一人。同年，附設實驗小學成立。
- 1962年，國立政治大學與美國密西根大學合作，成立公共行政及企業管理教育中心。
- 1963年，新聞學系實習廣播電臺「政大之聲」成立。
- 1964年，設立公共行政研究所、企業管理研究所。在楊必立主持下，企管研究所招收MBA，是第一所提供以中文教授工商管理碩士課程的大學。
- 1966年，舉辦第一屆文化盃合唱比賽。
- 1968年，與臺北市政府共同創辦臺北市立北政國民中學。
- 1975年，「中華民國國際關係研究會」併入政大並改制為「國際關係研究中心」。[56]
- 1977年，中正圖書館落成，為當時臺灣地區規模最大之大學圖書館，同年5月成立附設空中行政專科進修補習學校。
- 1980年，舉辦第一屆金旋獎。
- 1989年，設立外國語文學院及傳播學院，藝文中心成立。
- 1992年，附設空中行政專科進修補習學校併入國立空中大學。
- 1993年，設立社會科學學院，法學院獨立設置。
- 2000年，設立國際事務學院。
- 2001年，舉辦第一屆包種茶節，為政治大學第一次的校園開放（Open Campus）活動。
- 2002年，設立教育學院。
- 2005年，附屬高級中學成立。
- 2006年，與臺北市立聯合醫院、國立陽明大學建立「聯盟醫療系統」。
- 2008年，政大書院成立。

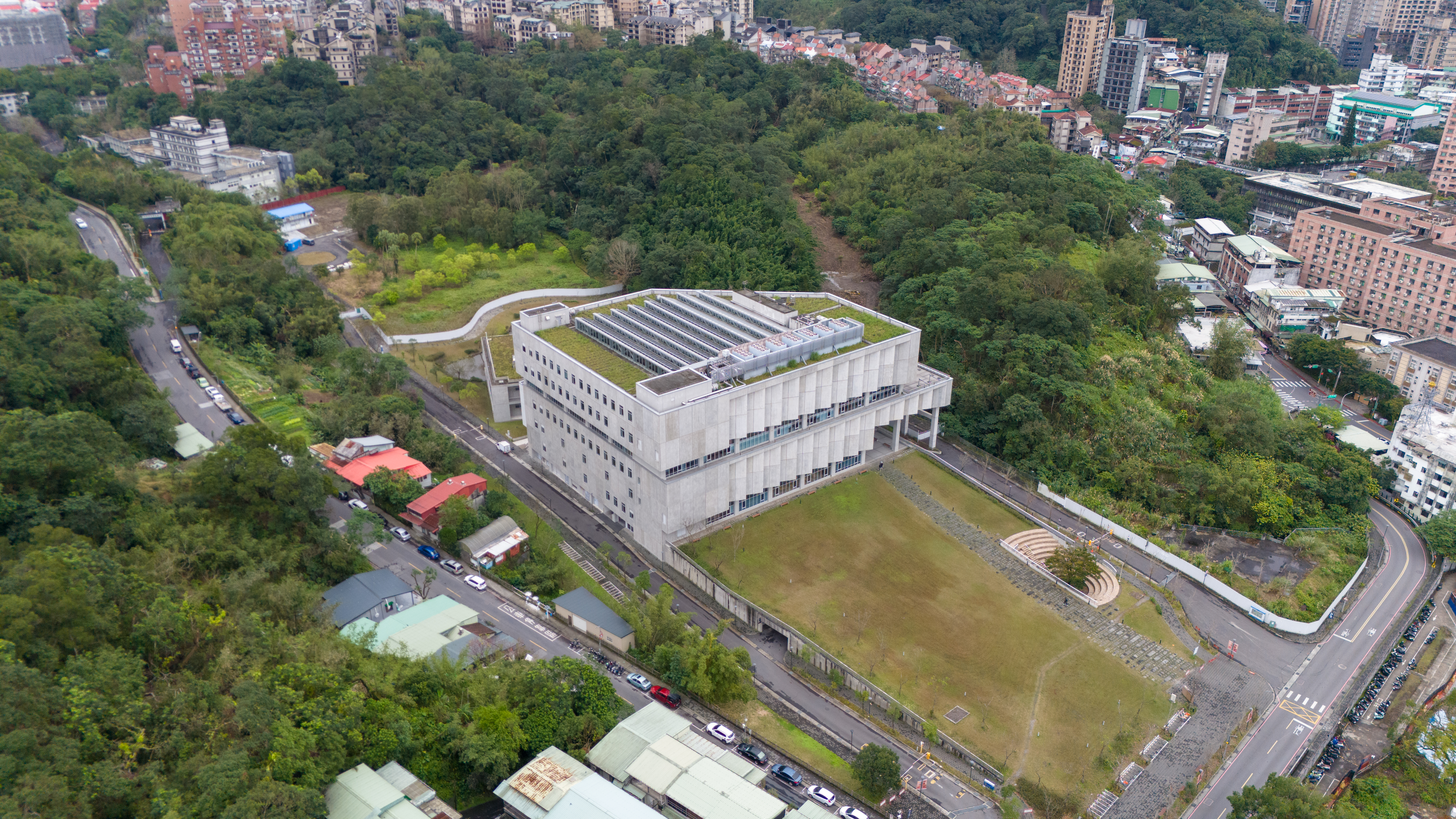
指南校區，達賢圖書館為其第一棟建築

- 2010年，行政院同意將鄰近占地約10餘公頃之國防部指南山莊營區核撥予政大作為校地。
- 2012年，中國國民黨委託政大管理孫中山紀念圖書館。
- 2014年，研創總中心落成，並開設線上開放式課程。
- 2015年，國防部指南山莊營區移撥政大，成為指南校區。[57]
- 2016年，商學院通過歐洲管理發展基金會的EQUIS認證。
- 2017年，雄鷹籃球隊成立。同年經校務會議投票後，將校歌「實行三民主義為吾黨的使命，建設中華民國是吾黨的責任」修改為「實踐民主法治是我們的使命，維護自由人權是我們的責任」，並採新舊版本並行。
- 2018年，設立創新國際學院；經校務會議投票，遷移總圖書館中內的蔣中正坐像。
- 2019年，「國立政治大學羅家倫國際漢學講座」成立；指南校區達賢圖書館落成；政治大學擴大學士班跨領域學位取得，並提出以教學單位人事經費的分配應考量該單位貢獻度及資源使用度，來制定系所教師員額計算辦法的「教學單位教師人事經費分配案」。[58]
- 2021年，成為台灣聯合大學系統成員校[59]；雄鷹籃球隊首次獲得UBA大專籃球聯賽公開男一級冠軍；設立資訊學院。
- 2022年，設立國際金融學院[60]、李元簇台灣與亞洲研究講座、南島研究講座[61]。
- 2023年，學務會議、總務會議依《促進轉型正義條例》分別提出討論案表決，通過後移除四維堂內的「蔣中正遺像」（以影像存檔保留原貌），以及山上校區公車站「蔣公銅像站」更名為「好漢坡站」。[20]

### 歷任校長
政治大學前身
| 校名         | 姓名   | 任職日期 | 離職日期 | 校址   |
| ------------ | ------ | -------- | -------- | ------ |
| 中央黨務學校 | 蔣中正 | 1927年   | 1929年   | 南京市 |
| 中央政治學校 | 蔣中正 | 1929年   | 1946年   | 南京市 |
| 中央幹部學校 | 蔣中正 | 1944年   | 1946年   | 重慶市 |

國立政治大學（南京市）
| 任期 | 姓名   | 任職日期      | 離職日期     | 備註           |
| ---- | ------ | ------------- | ------------ | -------------- |
| 00   | 蔣中正 | 1947年2月19日 | 1947年9月2日 | 名譽校長       |
| 01   | 顧毓琇 | 1947年9月2日  | 1949年       | 專任制首任校長 |
| 02   | 楊希震 | 1949年        | 1954年       |                |

國立政治大學（臺灣臺北）
| 任期 | 姓名   | 任職日期      | 離職日期     | 系所   |
| ---- | ------ | ------------- | ------------ | ------ |
| 03   | 陳大齊 | 1955年4月1日  | 1959年8月6日 | 心理系 |
| 04   | 劉季洪 | 1960年2月24日 | 1973年       | 教育系 |
| 05   | 李元簇 | 1973年        | 1977年       | 法律系 |
| 06   | 歐陽勛 | 1977年        | 1986年       | 經濟系 |
| 07   | 陳治世 | 1986年        | 1989年       | 外交系 |
| 08   | 張京育 | 1989年        | 1994年       | 外交系 |
| 09   | 鄭丁旺 | 1994年        | 2000年       | 會計系 |
| 10   | 鄭瑞城 | 2000年        | 2006年       | 新聞系 |
| 11   | 吳思華 | 2006年        | 2014年       | 企管系 |
| 代理 | 林碧炤 | 2014年        | 2014年       | 外交系 |
| 12   | 周行一 | 2014年        | 2018年       | 財管系 |
| 13   | 郭明政 | 2018年        | 2022年       | 法律系 |
| 14   | 李蔡彦 | 2022年        | 現任         | 資科系 |

## 校園環境

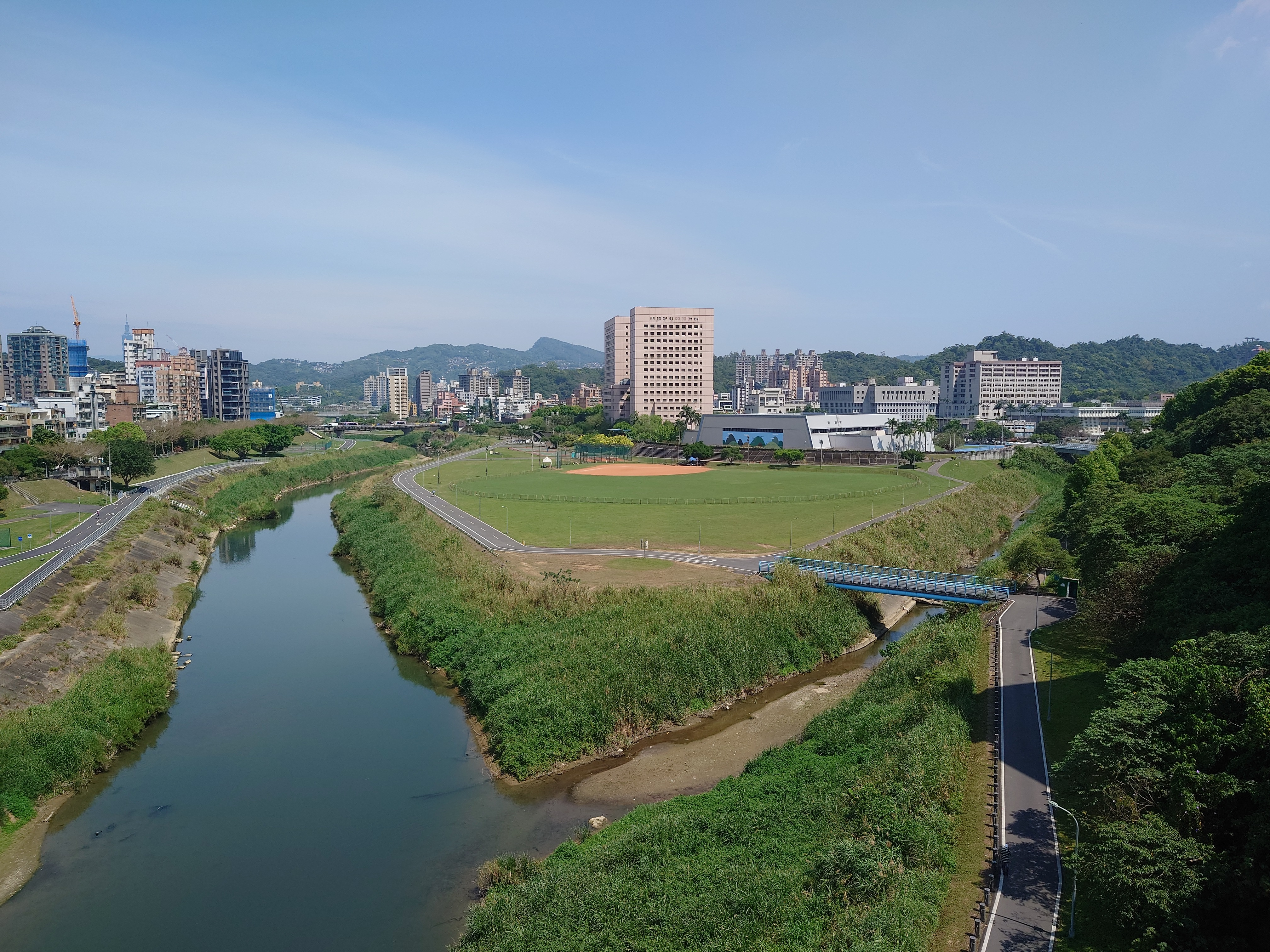
指南溪與景美溪匯流口

國立政治大學主校區位於臺北市文山區，校園緊鄰指南山區及景美溪、新店溪，又有指南溪流經校區，鄰近著名產茶聚落「貓空」。對外交通有信義快速道路連結信義區，大眾運輸系統則有臺北捷運系統之文湖線動物園站、貓空纜車，以及興建中的環狀線政大站，山上政大重劃區有美國比佛利山莊之美譽。宿舍建築化南新村由台北市政府文化局指定為聚落建築群。公共行政及企業管理教育中心提供政府與企業高等人才培訓，位於臺北市大安區金華街，未來計畫於桃園航空城設置分館。

### 校區
| 單位機構               | 單位機構               | 單位機構               | 所在地址                         | 面積（公頃） |
| ---------------------- | ---------------------- | ---------------------- | -------------------------------- | ------------ |
| 主校區（文山校區）     | 山下校區               | 西校區                 | 11605 臺北市文山區指南路二段64號 | 94.96        |
| 主校區（文山校區）     | 山下校區               | 東校區                 | 11605 臺北市文山區指南路二段64號 | 94.96        |
| 主校區（文山校區）     | 山上校區               |                        | 11605 臺北市文山區指南路二段64號 | 94.96        |
| 指南校區               | 指南校區               | 指南校區               | 11666 臺北市文山區萬壽路36號     | 11.04        |
| 化南校區               | 化南校區               | 化南校區               | 11666 臺北市文山區新光路1段      | 0.66         |
| 國際關係研究中心       | 國際關係研究中心       | 國際關係研究中心       | 11666 臺北市文山區萬壽路64號     | 1.93         |
| 公共行政與企業教育中心 | 公共行政與企業教育中心 | 公共行政與企業教育中心 | 10642 臺北市大安區金華街187號    | 0.56         |
| 附設實驗小學幼兒園     | 附設實驗小學幼兒園     | 附設實驗小學幼兒園     | 11651 臺北市文山區指南路二段66號 | 0.53         |
| 附設實驗小學           | 附設實驗小學           | 附設實驗小學           | 11651 臺北市文山區指南路三段12號 | 0.72         |
| 附屬高級中學           | 附屬高級中學           | 附屬高級中學           | 11656 臺北市文山區政大一街353號  | 2.06         |

### 學校建築

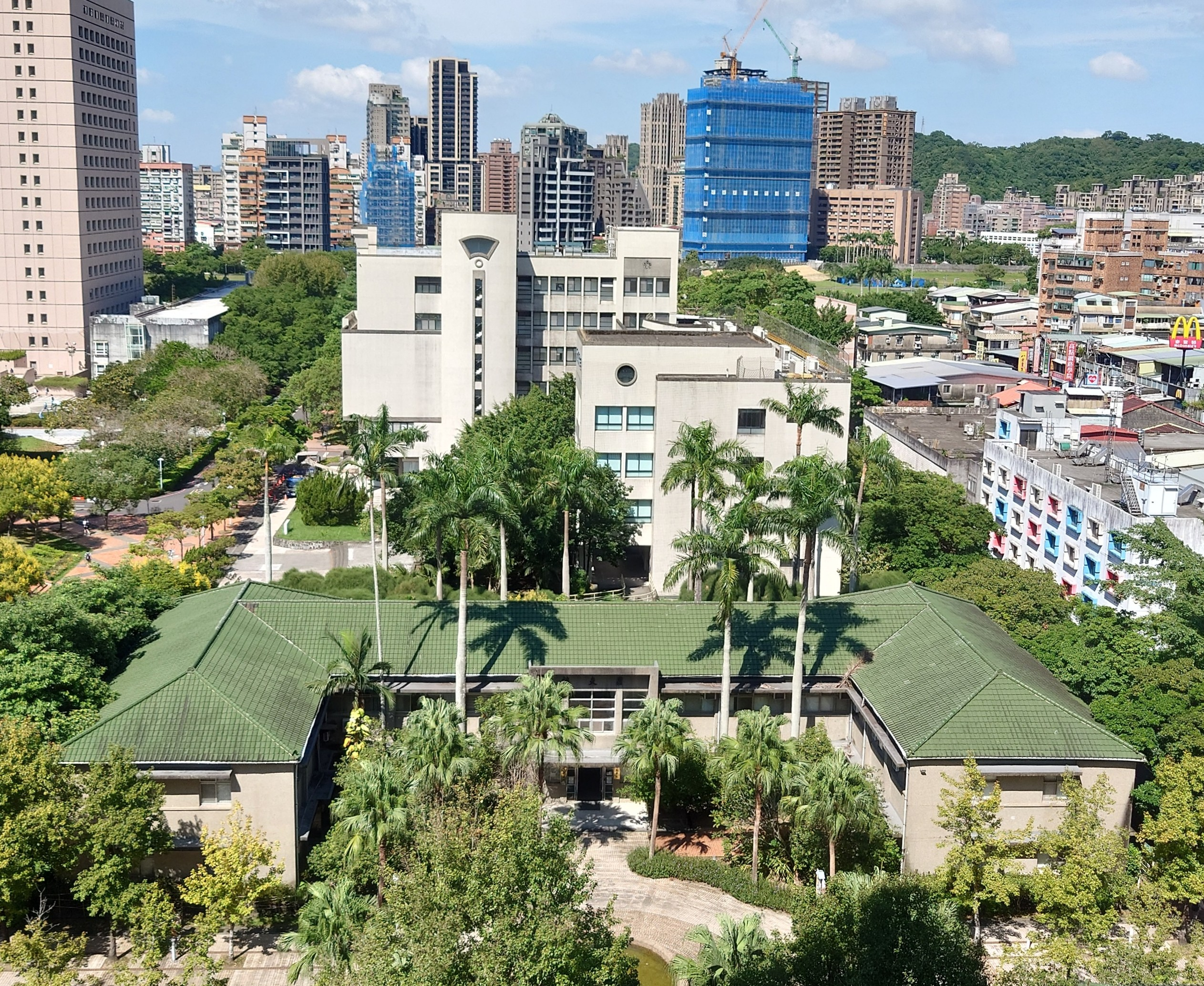
果夫樓，為紀念曾任中央政治學校教育長的中國國民黨政治人物陳果夫而得名。復校初期曾為行政大樓，現由理學院使用

中國大陸時期的政大以陳果夫、丁惟汾、余井塘、張道藩 、程天放、羅家倫等學者及中國國民黨相關之政治人物執掌校政。在臺復校後，校內建築地標即多以中華民國重要人物命名，如以國父孫中山先生的號為名的「逸仙樓」、及以行憲後第一任總統蔣中正為名的「中正圖書館」，以為紀念其貢獻，另外政大各學術單位亦多與政府各機關部門對應，如地政學系、外交學系等，皆曾為少數政大獨有之學術單位。

### 教學單位
政大設有12個學院，以人文科學、社會科學及商學為主，理學院方面，以研究數學、心理學及神經科學為主。
文學院以教授中國文學、歷史、哲學、圖書館學為主軸，設有3個學系及4個研究所，為創校院系之一。
| 文學院 | 中國文學系     | 歷史學系               |
| 文學院 | 哲學系         | 圖書資訊與檔案學研究所 |
| 文學院 | 臺灣史研究所   | 臺灣文學研究所         |
| 文學院 | 宗教研究所     | ELIS專班               |
| 文學院 | CTMA專班       | TCSL博碩士學程         |
| 文學院 | 華語文教學中心 |                        |

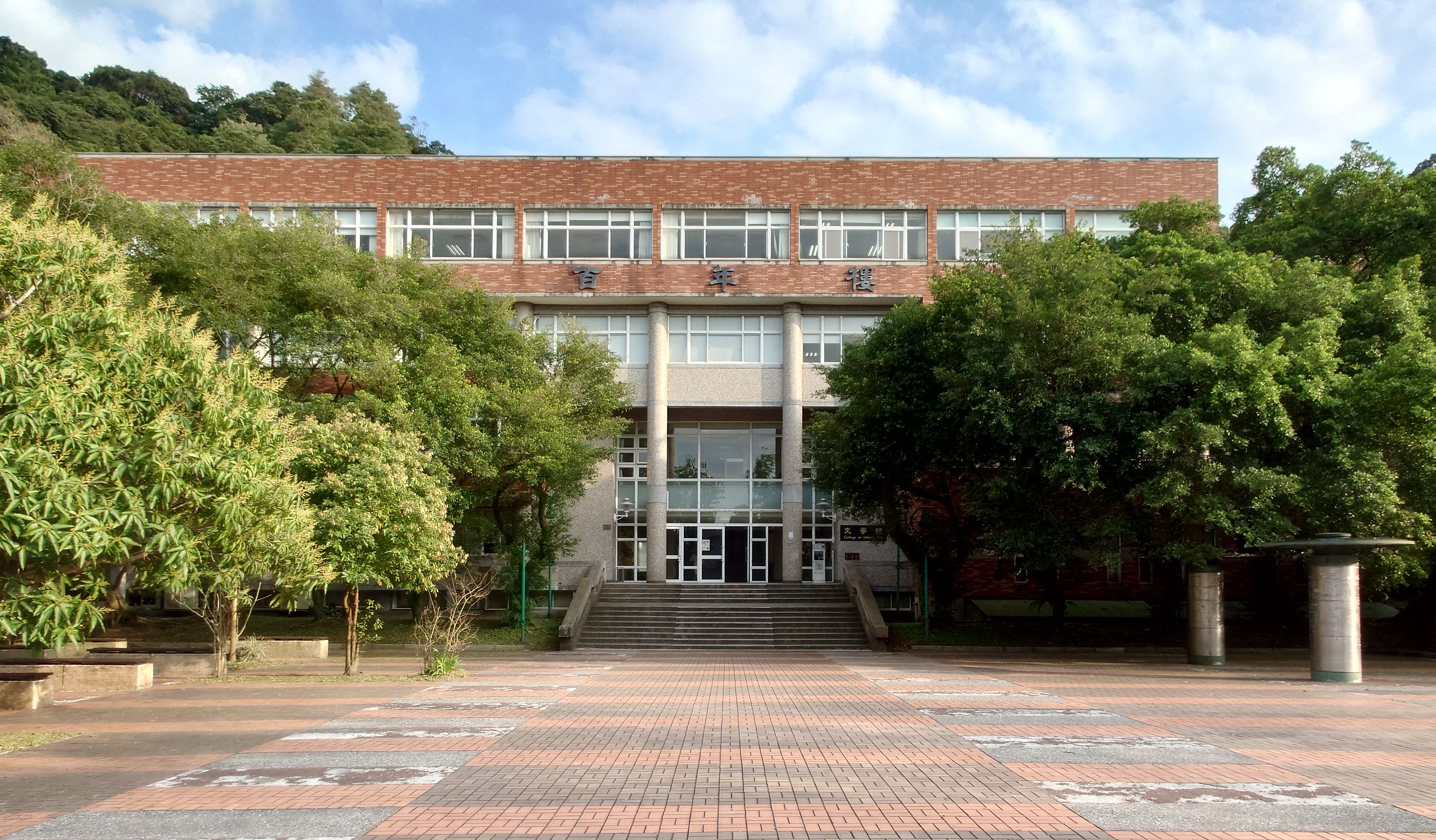
文學院院館百年樓

外國語文學院以教授英國文學、斯拉夫語文、歐洲語文、阿拉伯文、土耳其文、語言學以及東亞及南亞語言及文化為主軸，自文學院分出設立。設有8個系1個研究所、1個學位學程及教學中心，外語學院是中華民國教育部指定的大學外語中心及大韓民國教育部指定的海外核心大學。
| 外國語文學院 | 英國語文學系   | 斯拉夫語文學系         |
| 外國語文學院 | 歐洲語文學系   | 阿拉伯語文學系         |
| 外國語文學院 | 土耳其語文學系 | 韓國語文學系           |
| 外國語文學院 | 日本語文學系   | 語言學研究所           |
| 外國語文學院 | 東南亞語文學系 | 中東與中亞研究碩士學程 |
| 外國語文學院 | ETMA專班       | 外文中心               |

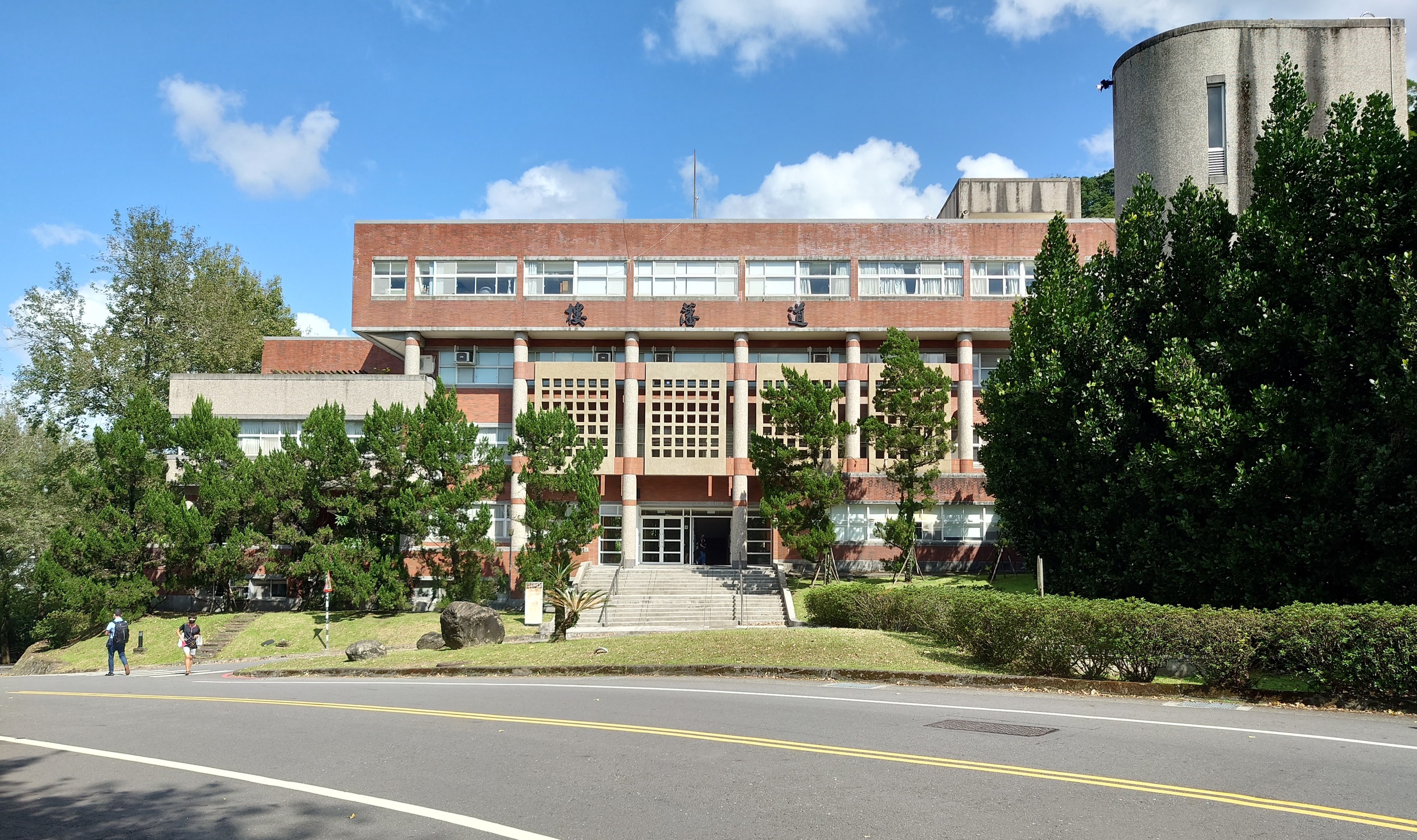
外國語文學院院館道藩樓

理學院以教授數學、心理學、神經科學、物理學為主軸，由原文理學院分出設立。目前設有2個系、2個研究所、2個學位學程。
| 理學院 | 應用數學系       | 心理學系             |
| 理學院 | 神經科學研究所   | 應用物理研究所       |
| 理學院 | 臨床心理研究中心 | 電子物理學士學位學程 |

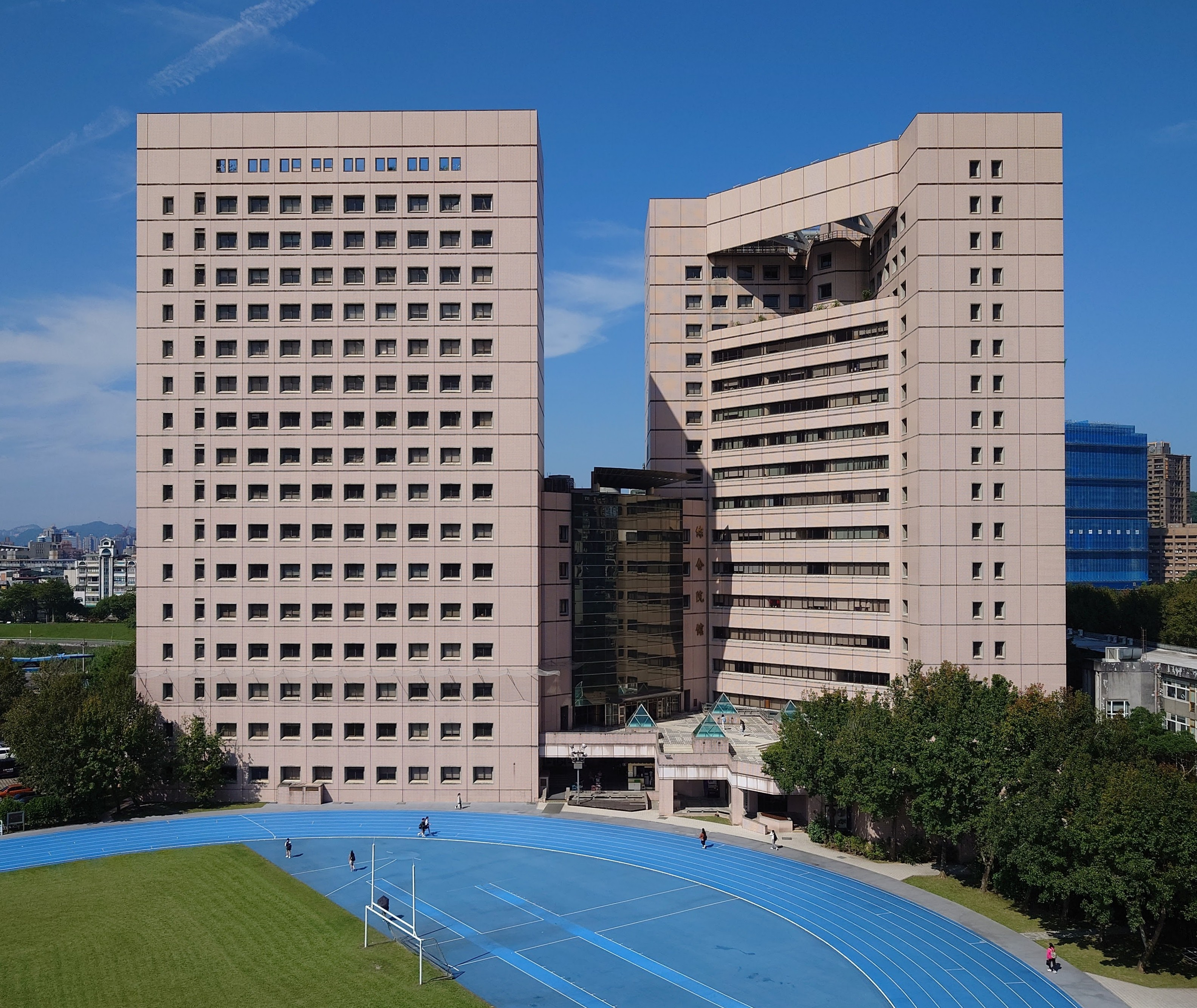
綜合院館，由社科院、國務院與法學院共用

社會科學學院以教授政治學、社會學、經濟學、財政學、公共行政學等社會科學領域為主軸，目前設有7學系、3研究所及1個原住民專班與3個英語國際學程，為創校院系之一。
| 社會科學學院 | 社會學系                         | 政治學系       |
| 社會科學學院 | 公共行政學系                     | 財政學系       |
| 社會科學學院 | 經濟學系                         | 地政學系       |
| 社會科學學院 | 民族學系                         | 勞工研究所     |
| 社會科學學院 | 國家發展研究所                   | 社會工作研究所 |
| 社會科學學院 | MEPA 碩士學程                    | IMES 碩士學程  |
| 社會科學學院 | IMAS 碩士學程                    | IDAS 博士學程  |
| 社會科學學院 | 土地政策與環境規劃碩士原住民專班 |                |

法學院為創校院系之一，後由社會科學學院繼承既有法學院建制，而法律學系獨立自成一法學院。法學院之院館仍在興建中，因此目前與社科院及國際學院共同使用綜合院館。
| 法學院 | 法律學系 | 法律科際整合研究所 |
| 法學院 | LLM專班  |                    |

國際事務學院是以教授國際關係學為主軸的專業學院，共有3個系所，現為國際事務專業學院協會成員。
| 國際事務學院 | 外交學系      | 東亞研究所                 |
| 國際事務學院 | 俄羅斯研究所  | 日本研究學位學程           |
| 國際事務學院 | IMPIS碩士學程 | 中東與中亞研究碩士學位學程 |
| 國際事務學院 | 國安專班      | 戰略專班                   |

商學院為該校學生與教師人數最多的學院，共有8學系、2研究所，為國際商學管理聯盟(PIM)成員，並通過AACSB及EQUIS認證，為創校院系之一。
| 商學院 | 國際經營與貿易學系       | 金融學系                      |
| 商學院 | 會計學系                 | 統計學系                      |
| 商學院 | 企業管理學系             | 資訊管理學系                  |
| 商學院 | 財務管理學系             | 風險管理與保險學系            |
| 商學院 | 科技管理與智慧財產研究所 | 企業管理研究所（MBA學位學程） |
| 商學院 | EMBA學程                 | IMBA學程                      |
| 商學院 | DBA學程                  |                               |

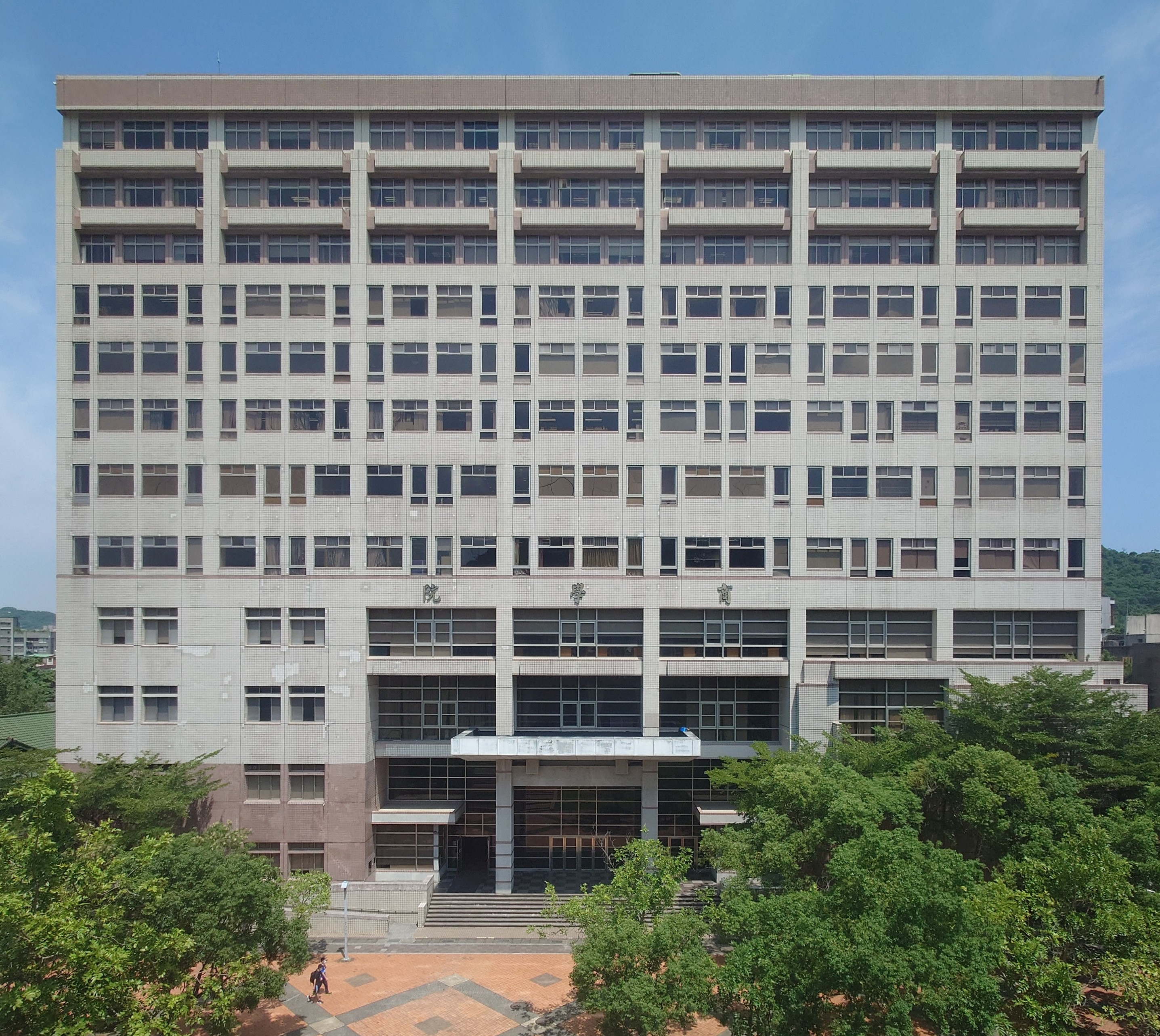
商學院館

傳播學院前身是中央政治學校與美國哥倫比亞大學於重慶合辦的新聞學院，現設有4個學系。
| 傳播學院 | 大一大二不分系   | 新聞學系      |
| 傳播學院 | 廣告學系         | 廣播電視學系  |
| 傳播學院 | CCUDP學士學程    | IMICS碩士學程 |
| 傳播學院 | 傳播碩士學位學程 | DCT碩士學程   |
| 傳播學院 | EMA專班          | 博士班        |

教育學院，教學主軸為教育行政學以及師資培育，學校尚有一附屬中學及附屬小學、幼兒園等，提供教育實習資源。
| 教育學院 | 教育學系               | 幼兒教育研究所       |
| 教育學院 | 輔導與諮商碩士學位學程 | 教育行政與政策研究所 |
| 教育學院 | 學校行政研究所         | 師資培育中心         |
| 教育學院 | MPCG碩士學學程         | MESA專班             |
| 教育學院 | 教師研習中心           |                      |

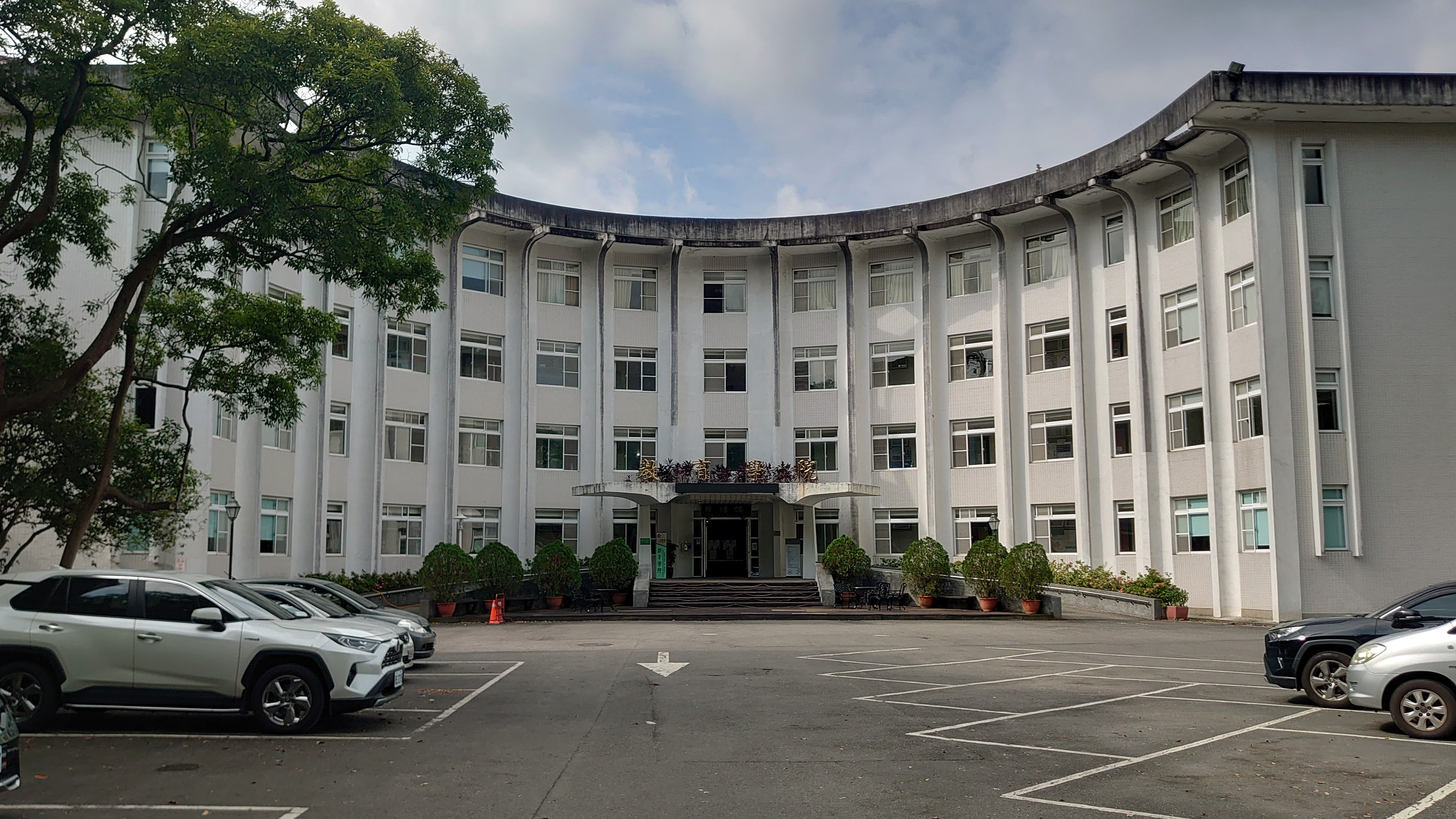
井塘樓，原先為研究大樓，目前為教育學院院館

創新國際學院，為政治大學國際部，任務是配合政府新南向政策、產業政策等。課程以英文為主要語言，提供全球治理及商業課程、亞洲研究課程。
| 創新國際學院 | 全球傳播與創新科技碩士學位學程 | 創新國際學院學士班 |
| 創新國際學院 | 全球治理雙語學分學程           |                    |

資訊學院共有1個系與多個學位學程，亦有與中央研究院合作之博士課程，透過資訊專業技術的完整課程架構，打造資訊跨域整合與應用的學習場域。2021年8月起由理學院分出設立，成為政大第11個學院。
| 資訊學院 | 資訊科學系                                                                     | 資訊科學系碩士在職專班         |
| 資訊學院 | 數位內容與科技學士學位學程                                                     | 人工智慧應用學士學位學程       |
| 資訊學院 | 資訊安全碩士學位學程                                                           | 數位內容碩士學位學程           |
| 資訊學院 | TIGP博士學位學程-社群網路與人智計算國際研究生博士學位學程 （與中央研究院合辦） | 全球傳播與創新科技碩士學位學程 |
| 資訊學院 | 國際雙聯學位學程                                                               |                                |

公共行政及企業管理教育中心成立於1962年，由政治大學與美國密西根大學共同成立，主要為推動高階公務人員及商業管理教育。

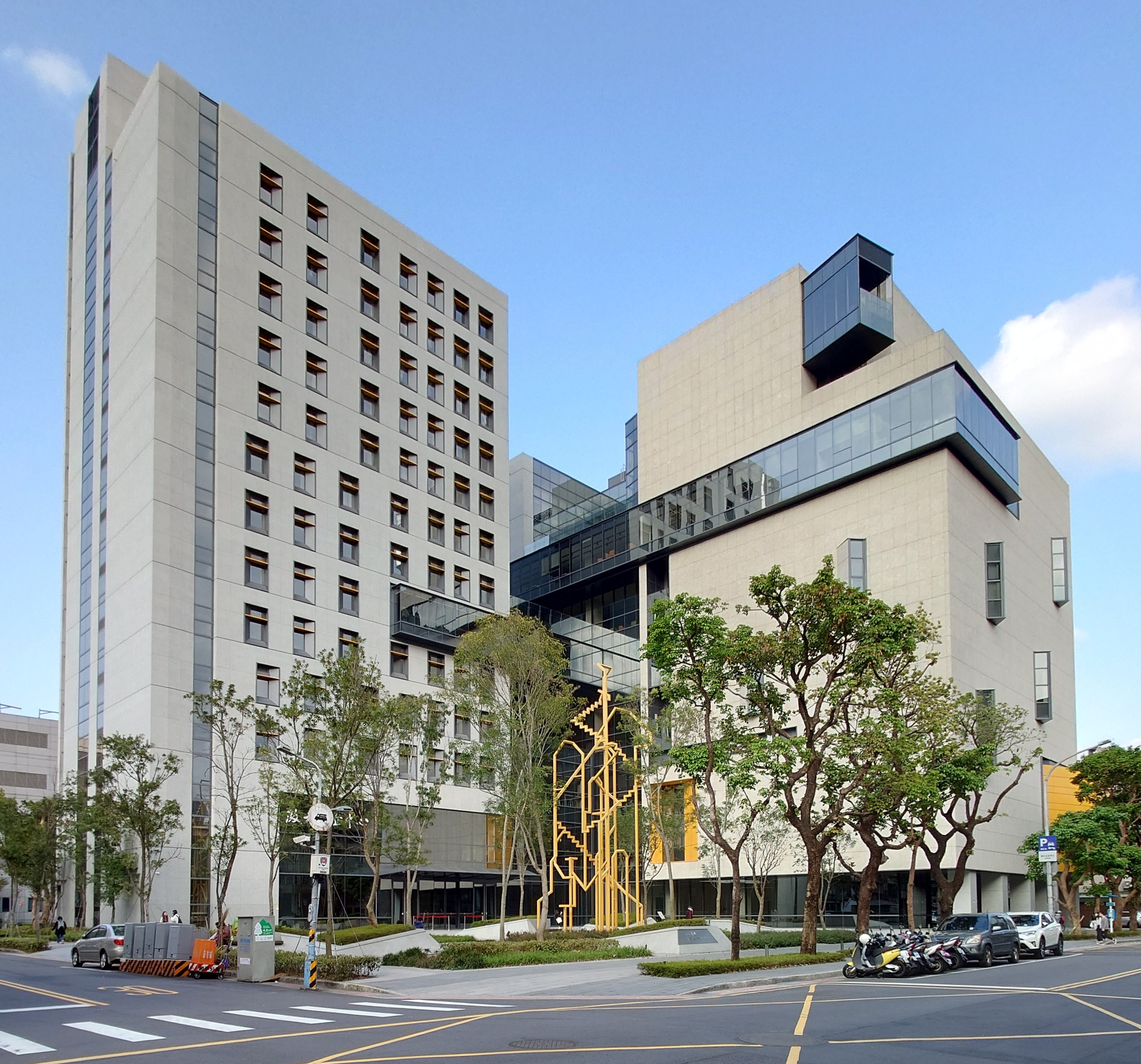
2021年改建完工的公企中心

國際金融學院共有1個碩士學位學程，為依據《國家重點領域產學合作及人才培育創新條例》（產學創新條例）設立之研究學院，目標是培育國際金融人才。2022年經教育部核准，由政大與公私立銀行、金融機構產學合作合資成立。座落在政大公企中心，為政大第12個學院。
| 國際金融學院 | 國際金融碩士學位學程 |  |

政大書院，作為學校的住宿書院，同時也是大學部學生的博雅教育中心。
| 政大書院 | 新生書院                   | 博雅書院     |
| 政大書院 | X書院 （人文創新數位學院） | 通識教育中心 |
| 政大書院 | 中文寫作中心               | 山居學習中心 |

### 行政單位
行政單位多位於校園行政大樓內，負責綜理校園一切行政管理及學生事務。政大學術發展基金會亦位於行政大樓內。

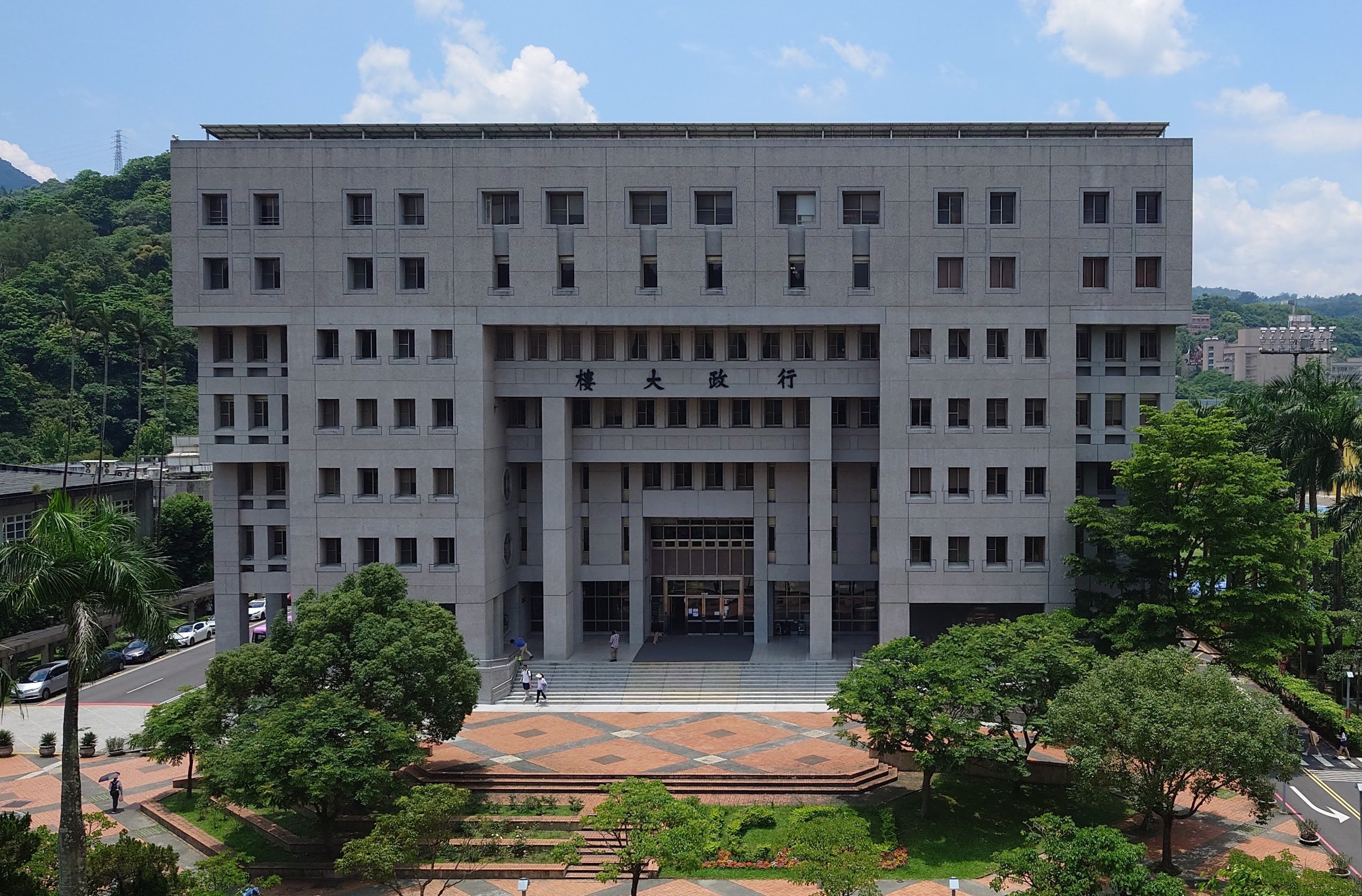
行政大樓

| 行政單位 | 校長室                     | 副校長室                 |
| 行政單位 | 教務處                     | 學生事務處               |
| 行政單位 | 總務處                     | 研究發展處               |
| 行政單位 | 國際合作事務處             | 秘書處                   |
| 行政單位 | 主計室                     | 人事室                   |
| 行政單位 | 體育室                     | 校務研究辦公室           |
| 行政單位 | 電子計算機中心             | 稽核室                   |
| 行政單位 | 公共行政及企業管理教育中心 | 華語文教學中心           |
| 行政單位 | 性別平等教育委員會         | 產學營運暨創新育成總中心 |
| 行政單位 | 圖書館                     | 社會科學資料中心         |
| 行政單位 | 羅家倫國際漢學講座辦公室   | 高教深耕計畫辦公室       |
| 行政單位 | 大學社會責任辦公室         | 附屬高級中學             |
| 行政單位 | 附設實驗國民小學           |                          |

### 研究單位

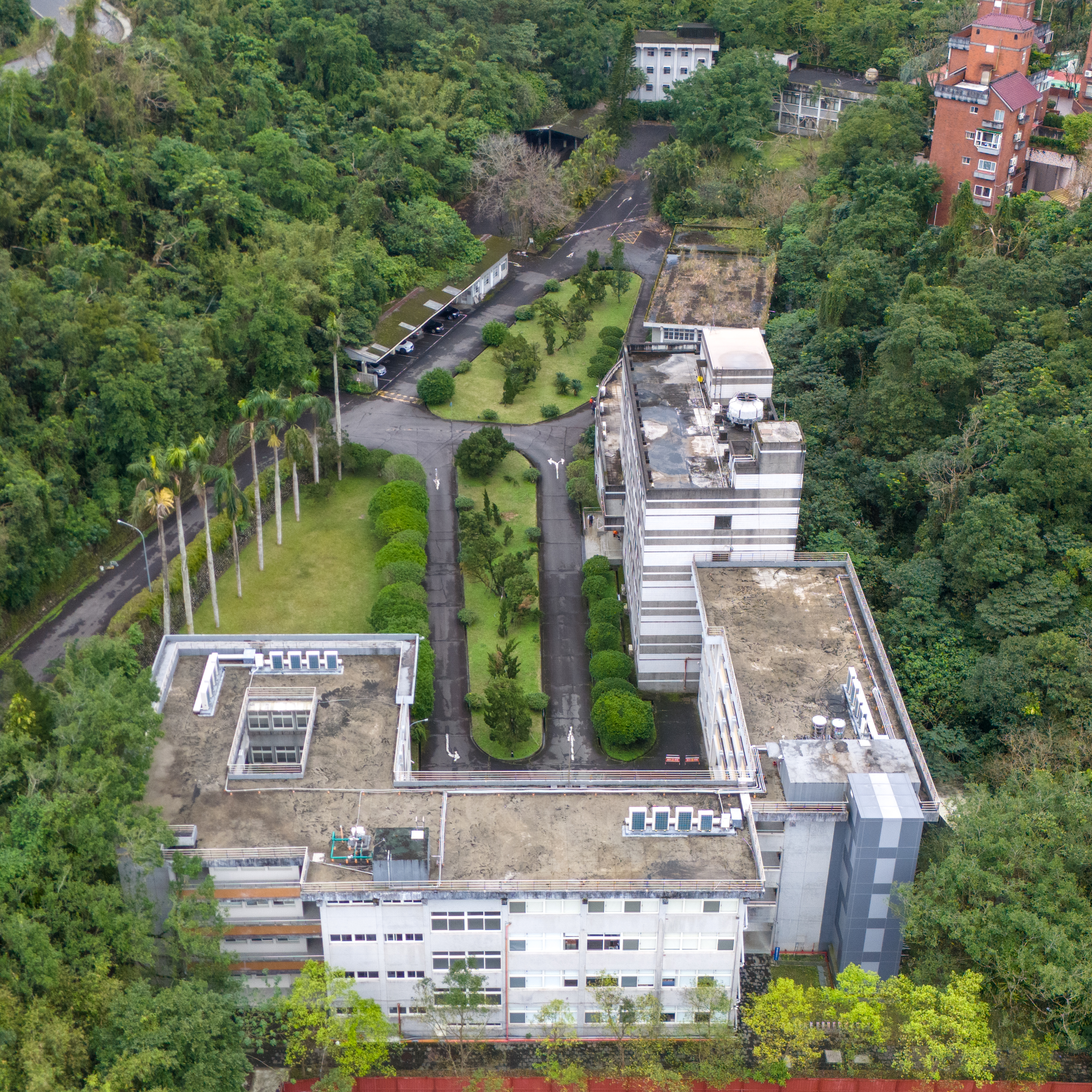
國際關係研究中心園區，於1970年落成啟用

政治大學除了有國際關係研究中心在內的九個校級研究中心外，各學院也設有院級研究中心。

#### 研究暨創新育成總中心
研究暨創新育成總中心為校級研究中心辦公室所在地，設有國際會議廳及多功能互動教室，並提供創業辦公室空間。實驗室方面，已有「計算、認知與行為社會科學實驗室」、「教育、醫療與防災巨量資料研究實驗室」、「數位足跡探索實驗室」等進駐。中心一樓為展演空間，二樓為校級研究中心辦公室及物理教學實驗室，三樓為產學合作研究，四樓為創業育成中心，五樓為學術空間。

#### 校級研究中心
校級研究中心為跨領域研究發展中心，支持各學院研究發展。
| 校級研究中心 | 國際關係研究中心 | 選舉研究中心             |
| 校級研究中心 | 第三部門研究中心 | 創新與創造力研究中心     |
| 校級研究中心 | 台灣研究中心     | 華人宗教研究中心         |
| 校級研究中心 | 人文中心         | 心智、大腦與學習研究中心 |
| 校級研究中心 | 原住民族研究中心 |                          |

其中的國際關係研究中心於1953年成立，是冷戰時期成立的國家級智庫中心，1975年納入國立政治大學。
| 國際關係研究中心 | 美洲暨歐洲研究所       | 亞洲暨太平洋研究所         |
| 國際關係研究中心 | 中國政治研究所         | 中國社會暨經濟研究所       |
| 國際關係研究中心 | 亞太安全合作理事會     | 當代日本研究中心           |
| 國際關係研究中心 | 安全研究中心           | 歐洲聯盟研究中心           |
| 國際關係研究中心 | 臺灣非洲研究論壇       | 中國區域經濟發展暨治理論壇 |
| 國際關係研究中心 | 中國社會與區域發展中心 | 東南亞研究中心             |

高等教育深耕特色領域研究中心，為教育部高等教育深耕計畫中，政治大學的特色研究中心。
| 特色領域研究中心 | 華人文化主體性研究中心 | 台灣政經傳播研究中心 |
| 特色領域研究中心 | 企業永續管理研究中心   |                      |

### 圖書館系統

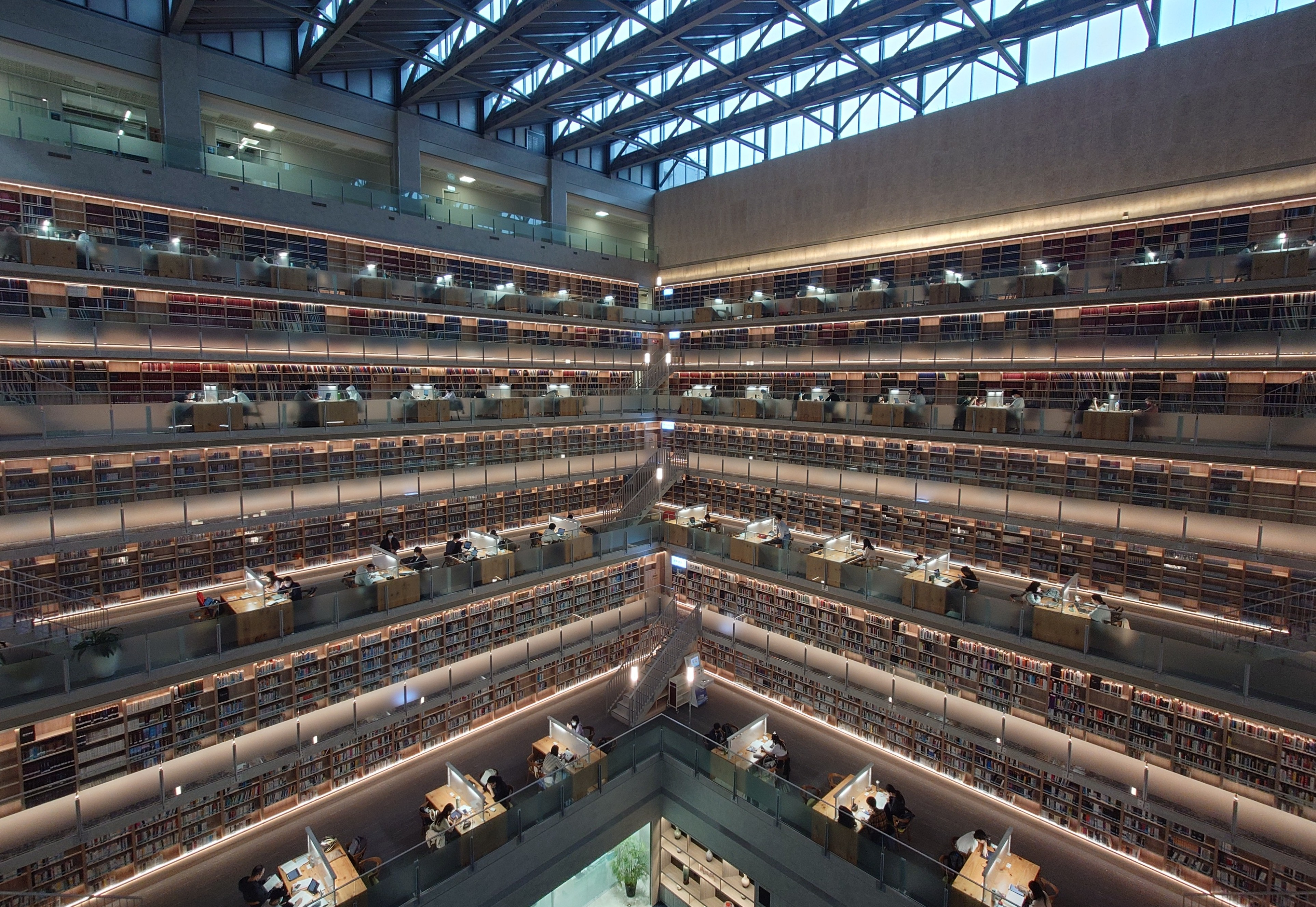
達賢圖書館館內三至七樓書牆區

政大圖書館，前身為1954年春季成立於志希樓的圖書室，1959年10月31日獨立設置圖書館，首任館長為何日章。1976年中正圖書館落成後遷入現址，志希樓則轉供理學院使用。截至2022年底，館藏資源已達443萬7千餘冊。其中實體館藏345萬餘冊，電子資源98萬餘種。現與香港大學圖書館、國立臺灣師範大學圖書館有館際合作服務，並與包含中央研究院、國立陽明交通大學、國立臺灣大學、國立清華大學等51所學術機構圖書館簽訂圖書互借協定。
系統館舍包含中正圖書館（總館）、達賢圖書館、商學院分館、綜合院館分館、傳播學院分館、社會科學資料中心，並受中國國民黨委託管理黨史檔案以及孫中山紀念圖書館。

#### 中正圖書館

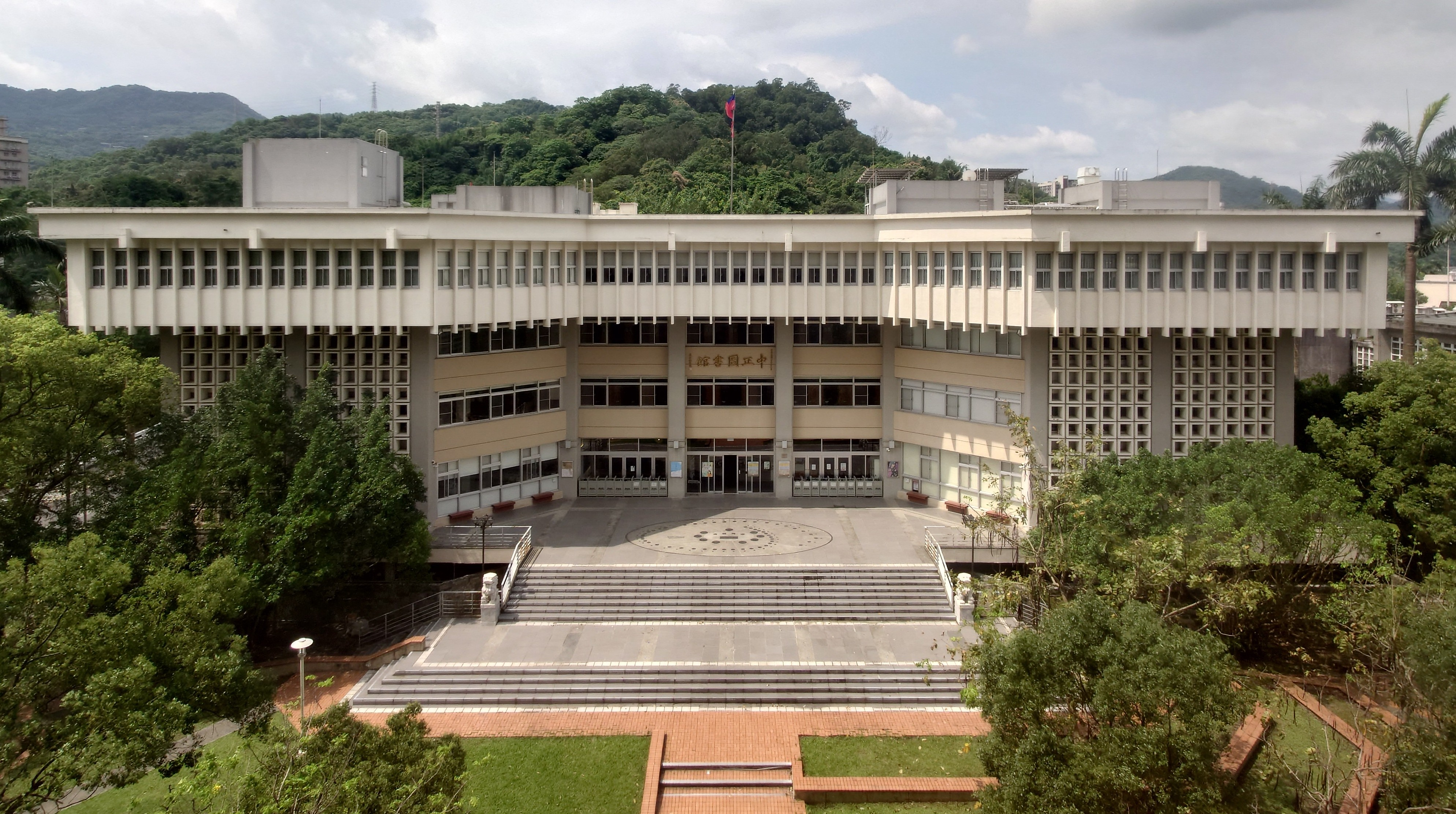
中正圖書館

中正圖書館是政大圖書館系統總館，開幕之初曾為臺灣規模最大的大學圖書館，至今仍典藏系統近六成實體資料。建物共有地下1樓，地上4樓，地下悅讀區為24小時開放的自習室，1樓至4樓分別為陳芳明書房、各式微縮資料區、期刊區及書庫。

#### 達賢圖書館
達賢圖書館為系統中面積最大的圖書館，包含圖書館主建物與獨棟閱覽室湖濱悅讀小屋，位於該校的指南山莊校區最前端。於2016年獲校友尹衍樑捐贈指南山莊全區規劃以及新圖書館建築，2019年取得使用執照後，於同年11月開放試營運，2020年2月25日正式啟用。
該館與中正圖書館以實體藏書為主的定位不同，館內提供讀者如個人研究室到中大型會議廳等多元的學習共享空間，館內特藏中心設有恆溫恆溼的庫房，珍藏特殊實體館藏並進行展示。

#### 社會科學資料中心
社會科學資料中心主要保存校史檔案與學術資料典藏、數位化，另受中國國民黨委託管理該黨之近現代政治檔案及孫中山紀念圖書館館藏。
2019年因館舍規畫改建搬遷至中正圖書館。2023年併入圖書館改組為其下設之研究發展組、校史與檔案組。
- 孫中山紀念圖書館

孫中山紀念圖書館為國父紀念館內孫逸仙博士圖書館之分館，由中國國民黨黨史館委託管理。典藏書籍來源包含中國國民黨中央委員會、中山文化教育館、國防研究院、孫中山長子孫科、方東美贈書。
- 校史館

在臺灣復校後，1973年，先於社會科學資料中心內陳列學校相關史料，但由於校園屢經水災，爾後於1990年，校史館始設於行政大樓八樓東側，2006年6月9日，校史館經重新整修對外開放，並由李元簇題詞「親愛精誠 繼往開來」，鑲嵌於入口主牆。2014年，政治大學與中國第二歷史檔案館簽約，獲得政大在大陸時期檔案資料，並將共同舉行學術研討會等交流活動。

### 展演空間
- 政大藝文中心[84]

藝文中心提供表演及藝文展覽場地，提供師生及社區居民欣賞表演的場所。
- 民族學系民族博物館

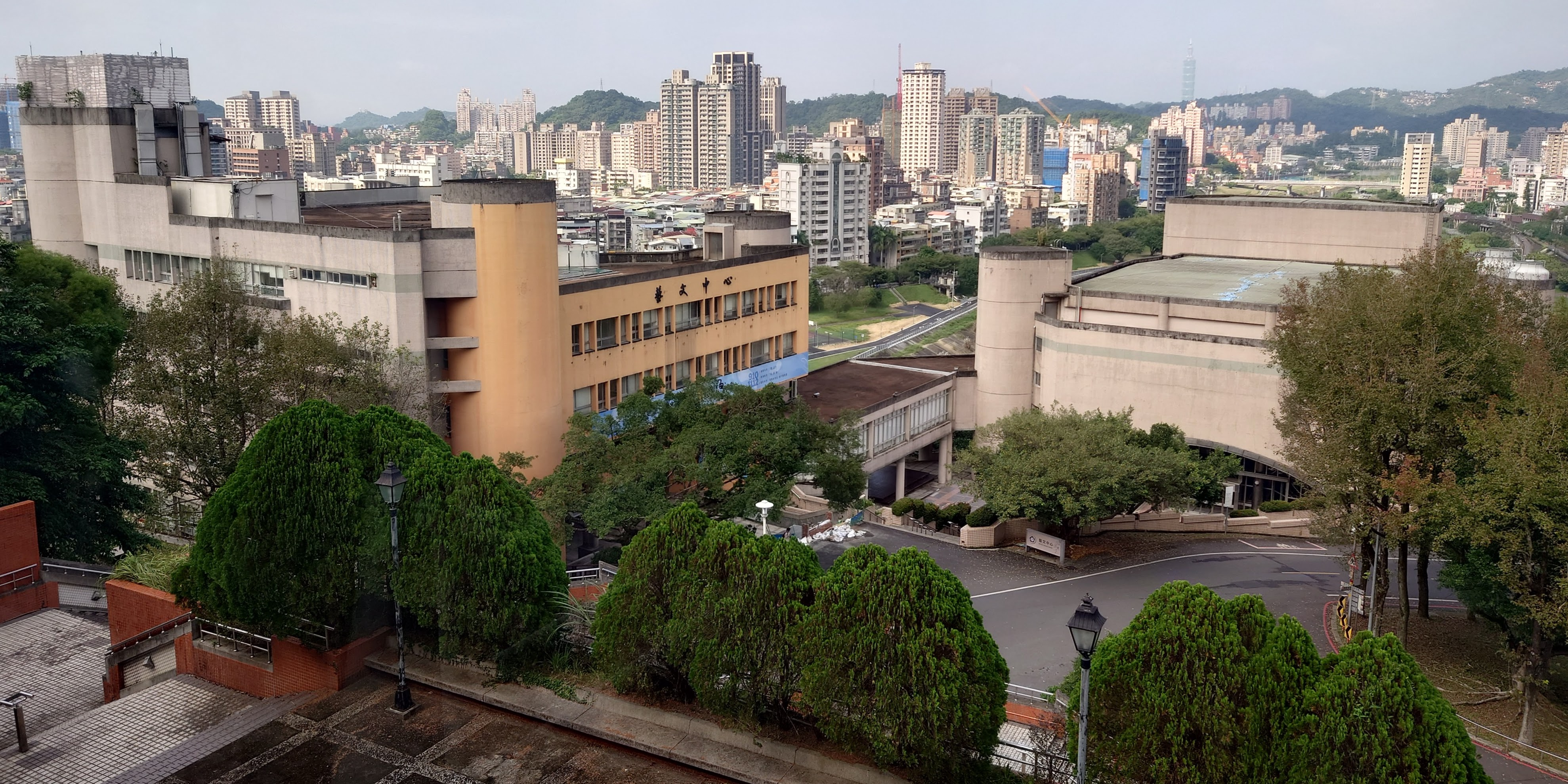
政大藝文中心與中心大禮堂

為民族學系保存各式田野調查工作時所取得之標本，以及各界所捐贈之文物展示及典藏博物館，位於綜合院館南棟5樓。

### 其他

#### 資訊服務

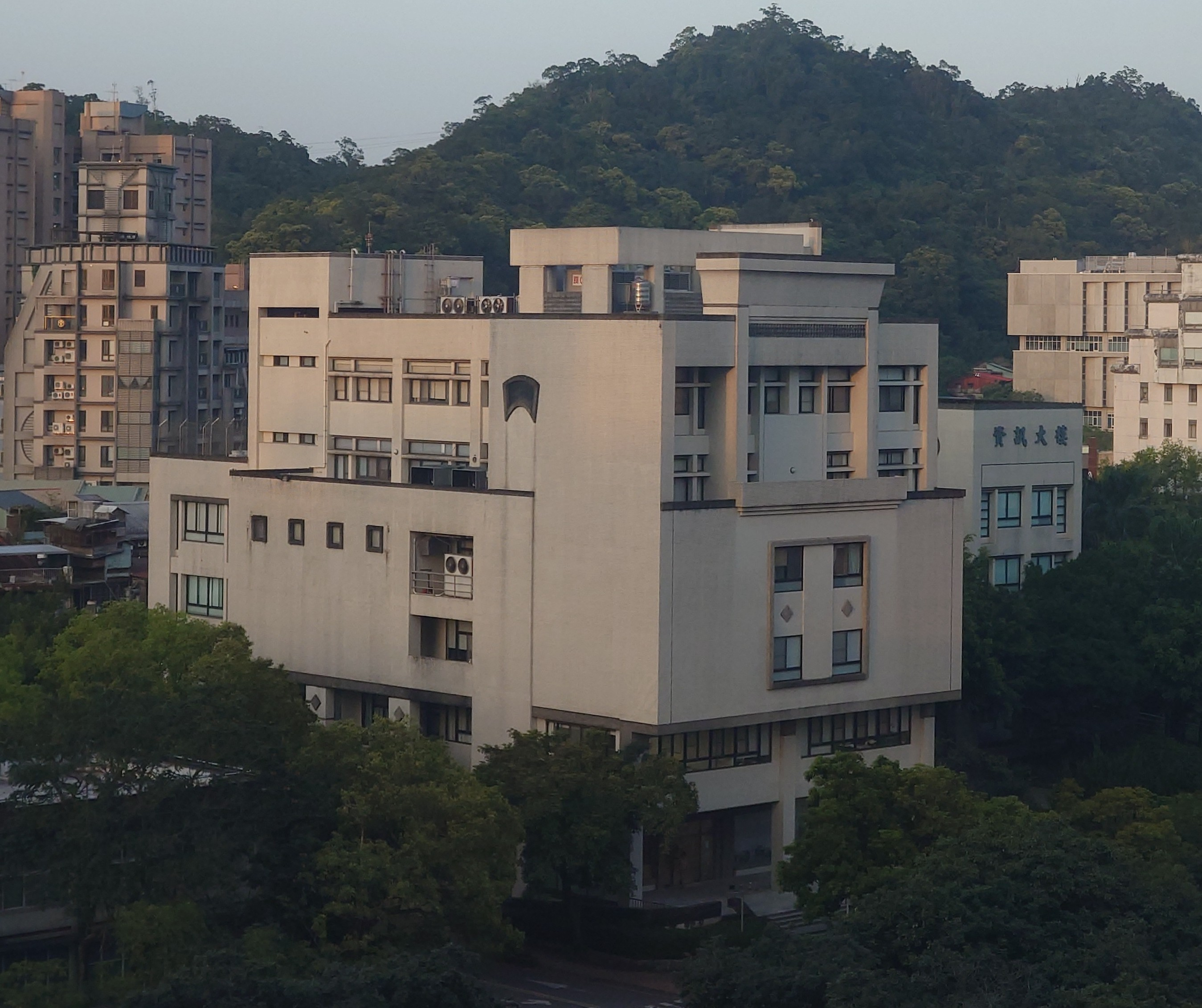
資訊大樓為電算中心與資訊學院使用空間

政治大學電子計算機中心是TANet的骨幹架構中心之一，是臺北區的兩中心之一，另一中心為臺灣大學計算機中心，政大負責新北市及基隆市的區域網路服務，在IPv4及IPv6的架構下，依據亞太網路資訊中心及臺灣網路資訊中心的規範，政大所發出的IPv4位置以140.119開頭，IPv6位置以2001:288:2000::/36開頭。

#### 政大出版社
政大出版社，成立於2007年，由校級出版委員會下設立機構，出版方向為人文、社會科學、法學、商管等領域之學術研究成果，為教育部支持的「大學出版社聯盟」成員之一。

#### 體育場館

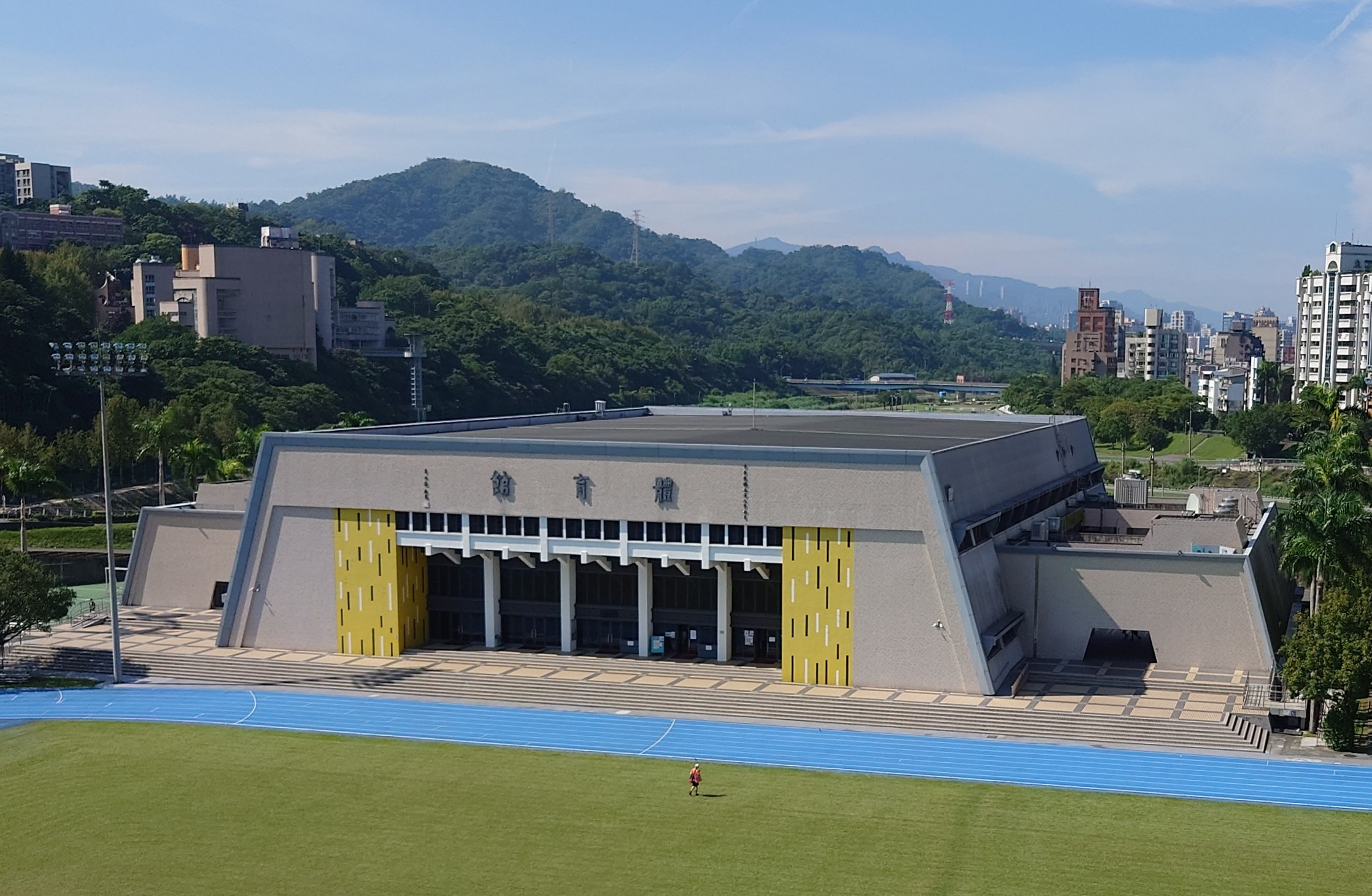
體育館，同時為雄鷹籃球隊主場

體育場館由體育室負責管理事宜，目前該校共有以下場地供師生及社區民眾運動休閒空間：
- 體育館
- 游泳館
- 網球場
- 田徑場

以下場地位於環山道上：
- 健行步道
- 體育園區

#### 身心健康中心大樓
身心健康中心依據「長期守護校園心理健康計畫」及《學生輔導法》設立，負責校園內學生及社區居民的身心健康，目前有公共衛生宣導、心理諮商服務及臺北市立聯合醫院政大門診部等服務，身心健康中心設有道南分館，提供個別諮商與表達性藝術治療及外語諮商服務。

## 學生活動

### 學校活動

#### 文化盃
1968年12月12日，在四維堂舉辦首屆文化盃歌唱比賽，舉辦項目有合唱、獨唱。其名稱可能源自同年發起的中華文化復興運動。1969年創辦舞蹈項目，但隨參與學系減少已停辦，而合唱比賽則延續至今，成為政大校園例行活動之一。演唱指定曲固定為「政大校歌」及一首自選曲，主辦單位為學務處課外活動輔導組，協辦單位為振聲合唱團。文化盃為凝聚各學系向心力的重要活動之一，也通常為政大新生第一個參加的校際活動。至2016年，文化盃合唱比賽已舉辦了50屆。

#### 包種茶節
旨在配合大學多元入學，針對尚在高中就讀之學生及其家長，與有意願報考政大研究所或在職專班之大學生及社會人士，提供政大各院系所之特色介紹和解說的活動，包種茶一名由來為文山區特產文山包種茶。

#### 金旋獎
金旋獎早期是代聯會主辦的學生歌唱比賽，根據校刊記載最早可能始於1980年3月。在1990年左右開始因為與電視臺、報社的合作，增加能見度，也使得金旋獎受到相關的注目，爾後參賽資格逐漸開放給全國大專院校學生參加。

#### 政大節
政大節旨在紀念國共戰爭中捐軀之政治大學校友，1982年正式開始列入政大之節日中，每年12月20日為「政大節」，當日會於文學院前方之「精神堡壘」舉行紀念儀式。

### 校園媒體

#### 政大人
於2020年9月發行的官方刊物，合併原有的《政大校訊》及《政大校友》電子報，採月刊形式發行，每期規劃八個版面。創刊目標在於透過資源整合，提供本校各項訊息，讓所有政大人在分享與溝通當中，更了解、關懷及認同母校。同時亦將辦學成果廣泛周知，觸及社會大眾。

#### 政大之聲
隸屬於政大傳播學院的實習廣播電臺。依據學校實習無線廣播電臺設置使用管理辦法設立之校園實習電台，收聽頻率為FM88.7，電波收聽範圍為政大校園及鄰近社區，另有提供網路串流收聽服務。

#### 大學報
隸屬於政大新聞系的實習報刊，由大學報雜誌社發行，主要編輯團隊為新聞學系學生，是一份以大學校園生活為主要訴求的刊物，另有提供線上新聞閱讀。

### 體育校隊

#### 雄鷹籃球隊

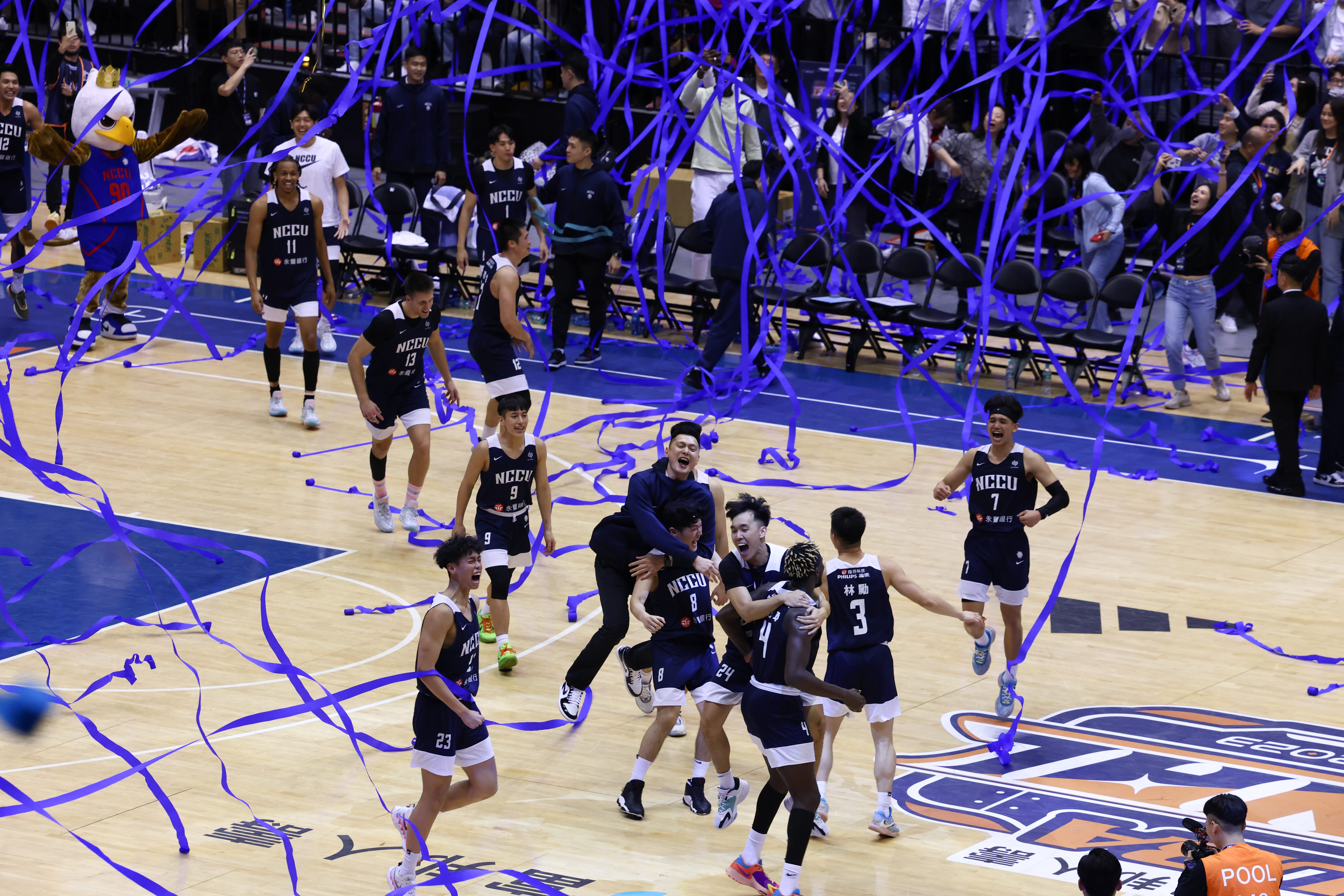
政大雄鷹奪下111學年度大專籃球聯賽公開男一級冠軍，完成隊史首次三連霸

2017年成立的大專男子籃球隊，目前屬於中華民國大專院校體育總會主辦的大專籃球聯賽公開男一級。
2021年，首次拿下109學年度公開男一級冠軍。2022年，再次拿下110學年度公開男一級冠軍，完成隊史首次的二連霸。111學年度賽季以71:61擊敗健行科大籃球隊完成三連霸。112學年度賽季以92:59再度擊敗健行科大籃球隊，自大專籃球聯賽切割後首支完成四連霸隊伍。113學年度賽季以88:70再度擊敗健行科大籃球隊，自大專籃球聯賽切割後首支完成五連霸隊伍。

#### 橄欖球隊
成立於1961年，2021年於全國大專校院運動會7人制橄欖球賽一般組（乙組）獲得冠軍。

## 校友

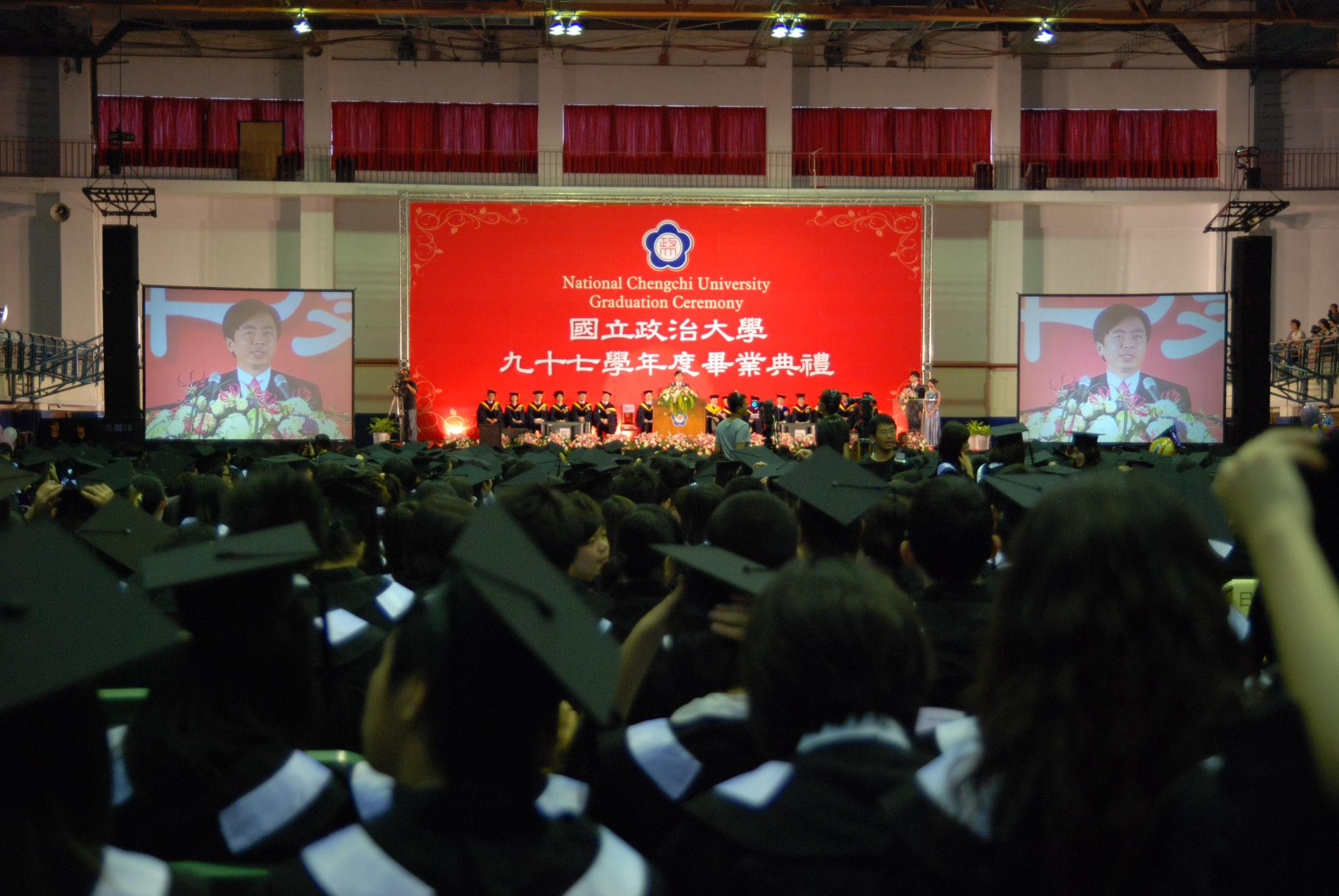
國立政治大學畢業典禮

政治大學校友多活躍於政府及工商業等相關領域，包含擔任中華民國政府及中華人民共和國政府的重要官職；國際性組織如世界銀行、世界貿易組織等的國際公務員；大中華各大企業的管理階層，也多見政大校友的身影，在民國時期，更是中國的政治菁英培育中心，吸引不少如民國四大名校畢業生申請就讀。
中華民國副元首，包含副總統；行政機關，如行政院等五院院長，及內閣部長與地方政府首長等官員；民意機關，如多位立法院立法委員，及地方議會議員；司法機關，如司法院大法官、法官、檢察官等職務也都多見政大校友。中華民國政府撤離大陸後，國立政治大學與國立臺灣大學在位於臺灣國內的政府機關內形成兩大校友集團，一般有所謂「政大幫」與「臺大幫」之稱。
在中華人民共和國政府部門及黨務部門中，如全國人民代表大會、中華人民共和國國務院、中國人民政治協商會議、最高人民法院以及最高人民檢察院等機構，也可見到政大校友。
此外，政大也培育出多位學術界人士，如香港樹仁大學創辦人即為中央政治學校時期的校友；香港中文大學校長一職，也曾由政大校友擔任。學術研究機構方面，如中央研究院，也有多位政大校友獲得院士頭銜。政大教育學院也設有校長培訓中心，為國家培訓教育領導人才。
媒體界方面，政大校友也多任職於新聞業、廣播、電視、音樂、電影等領域，在大中華演藝圈內，亦不乏政大校友。
藝術文化界方面，政大也誕生了許多知名作家、藝術家、表演家以及評論家。
體育界方面，政大校友中，亦有奧林匹克運動會金牌得主。

### 傑出校友
政治大學在2011年首度建立《國立政治大學傑出校友遴選辦法》來辦理傑出校友遴選，截止2019年，已有30餘位校友被選為政大傑出校友。

### 校友會
政大校友會目前共有以下各地校友分會，提供校友聯絡感情並凝聚向心力，全球校友會各項聯繫事宜，由政治大學秘書處籌辦，最新訊息可參見國立政治大學全球校友服務網
國立政治大學校友會全球分會一覽表（2014年11月）
| 大中華地區 | 亞洲及大洋洲 | 美洲與歐洲 |
| --- | --- | --- |
| - 中華民國臺灣 - 基隆分會 - 臺北總會 - 新竹分會 - 臺中分會 - 彰化分會 - 雲林分會 - 嘉義分會 - 臺南分會 - 高雄分會 - 屏東分會 - 宜蘭分會 - 花蓮分會 - 臺東分會 - 中華政大企經管理協會 · (CCBMNET) - 政大EMBA校友會 - 政大企家班聯誼會 - 中国大陆 - 上海分會 - 北京分會 - 香港 - 香港分會 - 澳門 - 澳門分會 | - 大韓民國 - 大韓民國（韓國、南韓）分會 - 新加坡 - 新加坡分會 - 日本 - 日本分會 - 泰國 - 泰國分會 - 马来西亚 - 馬來西亞分會 - 印度尼西亞 - 印尼分會 - - 墨爾本分會 - 悉尼分會 | - 加拿大 - 加拿大西部分會 - 加拿大東部分會 - 美国 - 南加州分會 - 北加州分會 - 大華府分會 - 美東南分會 - 美中分會 - 芝加哥分會 - 美南分會 - 德州分會 - 美東分會 - 華盛頓分會 - 美南休斯頓分會 - 達拉斯分會 - 巴西 - 巴西分會 - 英国 - 英國分會 - 法國 - 法國分會 - 欧盟 - 比荷盧分會 |

## 學術研究
大眾傳播方面，國立政治大學為國家培養政治、管理及新聞人才的主要機構，中央政治學校時期，曾與美國哥倫比亞大學合辦新聞學院，並早於燕京大學及復旦大學創立，其後併稱為當時中國新聞學院三校之一。
法律及政治方面，中央政治學校是當時國家唯一的司法官訓練中心，為今日法務部司法官學院的前身，該校並負有國家文官學院的職責，培訓通過公務人員高等考試及普通考試的人員。與中央陸軍軍官學校並稱為中華民國的「文武兩校」，為當時的中國培養軍官與文官。
管理學及商學方面，國立政治大學為首間提供中文工商管理碩士課程的學府，商學院同獲得了AACSB及EQUIS認證，並與美國密西根大學合作，設立公共行政及企業管理教育中心。並與英國特許管理會計師公會簽約合作，共同成立管理會計學程。
語言學方面，國立政治大學為臺灣首間設立外語學院的公立大學，除了提供英語、法語、德語、西班牙語、韓語、土耳其語、日語、越南語、阿拉伯語、俄羅斯語、波蘭語、捷克語等之外，尚有共26種外語課程，在2011年QS世界大學排名中，「現代語言」類別排名介於全球第50－100名區間。
且與陽明大學共設的「腦造影中心」，及校級的「心智、大腦與學習研究中心」，皆為語言學的研究提供支持。外語學院也接受韓國政府韓國學中央研究院的海外核心大學計畫補助。
文學方面，國立政治大學於英國文學、俄國文學及中國文學為國內研究先驅。國立政治大學與國立臺灣師範大學及國立臺灣大學在中國文學及華語教學之研究上皆有一定聲譽。此外該校台灣文學研究所開設之東亞文學研究中心暨臺灣文史研究中心，擁有不少相關領域書籍及資料，並另與國立臺灣大學固定合辦「臺政臺灣文學研究生研討會」。政大現與美國加州大學柏克萊分校合作開課教授當代東亞文學、電影、文化之課程。

### 學術交流

#### 學術聯盟
- 台灣聯合大學系統
- 臺灣區塊鏈大學聯盟
- 臺灣歐盟中心
- 大文山大學社會責任聯盟

#### 醫療合作
2006年12月23日，臺北市立聯合醫院、國立陽明大學與國立政治大學三方，簽定學術合作合約，建立通識教育及生物科技管理學程合作模式，學習美國哈佛大學與周邊教學醫院之「聯盟醫療(Partners HealthCare System)」整合，結合人文科學、醫療服務及醫學研究的資源，以及發展人工智慧與醫療的結合。
臺北市立聯合醫院仁愛院區在政治大學健康中心大樓設有政大門診部，以規劃「打造首都健康大學城」為目標，服務對象為社區民眾、政大教職員及學生。

#### 校際合作
通識課程方面，目前簽有相互合作合約的學校包含國立陽明交通大學、國立臺北藝術大學、國防醫學院及臺北醫學大學，合作通識課程有藝術及醫學方面課程。商學院科技管理研究所也與陽明大學共同提供「生物科技管理學程」。和國立清華大學及中央研究院合作開設博士學位學程。
國立政治大學並與國立彰化師範大學、臺北國立故宮博物院及中央研究院合作進行故宮館藏文物數位化計畫，並共同推動人文學產學發展。

### 國際交流
政大與全球各地高等教育機構締結學術交流，由國際合作事務處專職負責。締約機構所在地區跨越五大洲，總計超過500所。政治大學也為多個國際學術組織會員，如亞太商學院聯合會AAPBS、資訊學院聯盟、亞洲博雅大學聯盟、國際商學管理聯盟等。
國際關係研究方面，政大設有國際關係研究中心及國際事務學院，目前該學院為APSIA成員之一，且專注於區域安全、亞太及東南亞研究、兩岸關係與中國研究，與多所大學有合作關係，如劍橋大學、美利堅大學、澳洲國立大學、杜克大學、京都大學以及國防大學等。
政大與亞洲主要大學，如復旦大學、慶應大學、新加坡國立大學及延世大學等共同舉行聯合經濟研討會，至2018年已經進行到第十二屆。
政大與中國大陸及港澳地區多所大學成為學術交流締約學校。港澳地區由國際合作事務處國際教育組負責，中國大陸業務原由副校長及秘書處配合辦理，後移至國際合作事務處成立大陸事務組推動辦理，政大書院也為亚太高校书院联盟的成員。並與多所高等教育機構如清華大學、北京大學、中國人民大學、復旦大學以及上海交通大學等校簽有合作交流協議。並與中國社會科學院、中國科學院有學術交流往來。
國立政治大學與中國人民大學性質及背景相近，皆是以發展人文學科及社會科學領域為主的大學，並兩校前身分別為中國國民黨及中國共產黨黨校，兩校也培養出不少政治家及首席执行官，現政大與人大合作關係密切，並有多項學術往來。。
國際締約學校地區一覽表
| 亞洲 | 大洋洲   | 歐洲 | 非洲                         | 美洲                                                                                    |
| --- | -------- | --- | ---------------------------- | --------------------------------------------------------------------------------------- |
| - 大韓民國 - 马来西亚 - 越南 - 印度 - 印度尼西亞 - 新加坡 - 日本 - 泰國 - 菲律賓 - 以色列 - 约旦 - 蒙古国 - 土耳其 - 巴林 - 科威特 - 阿曼 | - 新西兰 | - 俄羅斯 - 乌克兰 - 瑞典 - 瑞士 - 立陶宛 - 希腊 - 羅馬尼亞 - 義大利 - 芬兰 - 英国 - 爱尔兰 - 荷蘭 - 葡萄牙 - 西班牙 - 冰島 - 列支敦斯登 - 匈牙利 - 奥地利 - 德国 - 爱沙尼亚 - 挪威 - 捷克 - 斯洛維尼亞 - 梵蒂冈 - 比利时 - 法國 - 波蘭 - 丹麦 | - 南非 - 布吉納法索 - 摩洛哥 | - 美国 - 哥伦比亚 - 加拿大 - 秘魯 - 墨西哥 - 委內瑞拉 - 巴西 - 巴拿马 - 智利 - 尼加拉瓜 |

### 學術倫理
國立政治大學依據《學位授予法》以及《教育部專科以上學校學術倫理案件處理原則》授權訂定違反學術倫理審議辦法。其中違反倫理的情況如：造假、變造、抄襲、由他人代寫、未經註明而重複出版公開發行、大幅引用自己已發表之著作、以翻譯代替論著等，以及其他違反學術倫理行為。經學院院務會議組成調查委員會調查確定有違反學術倫理者，會被撤銷學位並註記退學。也會將該違反學術倫理論文及作者通報國家圖書館及各學術機構。

#### 學士班學業成績退學制度
根據《國立政治大學學則》規定，除了領有身心障礙手冊或經相關委員會鑑定為身心障礙學生之外，學士班學生連續2次或累計3次學期學業成績不及格科目之學分數達該學期修習科目總學分一半者，應令退學，海外學生則放寬至三分之二。2019年，經政治大學第204次校務會議，刪除學士班成績退學制度相關條文。同時根據《學則》規定，如在修業年限內未完成畢業學分標準，仍會被退學或勒令退學。

### 附註
1. 1 2  王壽南. . 第四屆中國近代文化問題學術研討會論文集 (國立政治大學文學院). 2001年5月 （中文）.
2. ↑  . acc01.nccu.edu.tw:. 國立政治大學.   [2022-07-19].[]
3. ↑  .  (PDF) (报告) 111年度預算案. 國立政治大學. 2021  [2022年7月19日]. （原始内容存档 (PDF)于2022年7月20日）.
4. ↑  .   [2022-05-29]. （原始内容存档于2022-06-02）.
5. 1 2  . 校務暨財務資訊公開專區. 國立政治大學. （原始内容存档于2023-11-09） （中文（臺灣））.
6. 1 2 3 4 5  . 政大校史.   [2022-08-14]. （原始内容存档于2021-03-01） （中文（臺灣））.
7. ↑  . 哈佛燕京學社.   [2018-11-27]. （原始内容存档于2018-11-27） （英语）.
8. ↑   (新闻稿). 中華民國科技部. 2017-10-11  [2017-10-26]. （原始内容存档于2019-05-02） （中文）.
9. ↑  . 臺北市: 全球產學未來人才培養策略聯盟.   [2021-06-28]. （原始内容存档于2021-07-02） （英语）. As a new member of the UST, National Chengchi University (NCCU) was offered the privilege to join UAiTED under the consensus of the Governing Board of UAiTED. Chairperson Ovid Tzeng and NCCU President Ming-Cheng Kuo signed a Memorandum of Understanding in June 2021, signaling a new milestone of UAiTED.
10. ↑  . Association of Professional Schools of International Affairs.   [2025-04-29] （英语）.
11. ↑  汪子錫. . 臺北市: 秀威資訊. 2013: 第204頁. ISBN 9789863260615 （中文）.
12. ↑  James G. McGann, Ph.D.  (pdf). Philadelphia: University of Pennsylvania: 61. 2017-01-26  [2017-02-23]. （原始内容存档于2017-03-10） （英语）.
13. ↑  王亦勤.  (学位论文). 臺北市: 國立政治大學. 2006  [2014-11-14]. （原始内容存档于2021-01-15） （中文）.
14. ↑  林奇伯. . 臺灣光華雜誌 (臺北市: 光華畫報雜誌社). 2002年4月: 第6頁  [2016-01-22]. ISSN 1991-525X. （原始内容存档于2019-05-12） （中文）.
15. ↑  . 自由時報. 2015-11-21  [2022-08-17]. （原始内容存档于2022-08-17） （中文（臺灣））.
16. 1 2  羊正鈺. . 關鍵評論網. 2017-09-07  [2022-08-17]. （原始内容存档于2022-08-17） （中文（臺灣））.
17. 1 2  . 鏡週刊. 2022-01-27  [2022-08-17]. （原始内容存档于2022-08-17） （中文（繁體））.
18. ↑  . PeoPo公民新聞. 2022-05-20  [2022-08-17] （中文（繁體））.
19. ↑  . 自由時報. 2016-02-26  [2022-08-17]. （原始内容存档于2021-08-25） （中文（臺灣））.
20. 1 2  . 中央社.   [2023-06-16]. （原始内容存档于2023-06-21）.
21. ↑  . 臺北市: 政治大學總務處. 2017-03-02 （中文）.[]
22. ↑  吳柏軒. . 台北市: 自由時報. 2017-09-07  [2018-03-21]. （原始内容存档于2021-01-15） （中文）.
23. ↑  中央政治學校. 南京圖書館 , 编. . 南京市: 江蘇鳳凰出版社. 2012年5月: 序言. ISBN 9787550613133 （中文）.
24. ↑  張其昀 (编). . . 臺北市: 中國文化大學. 1983  [2015-09-16]. （原始内容存档于2020-09-10） （中文）.
25. ↑  陳舜芬. . 賴澤涵; 黃俊傑  (编). . 中央研究院中山人文社會科學研究所專書 27. 臺北市: 中央研究院. 1991: 第205頁至第237頁 （中文）.
26. ↑  國立政治大學校友會. . 校友季刊. 2014-05-29, (152期)  [2014-11-28]. （原始内容存档于2021-01-15） （中文）.
27. ↑  國立政治大學學務處課外活動組. . 2013-10-04  [2014-11-28]. （原始内容存档于2014-12-05） （中文）.
28. 1 2 3  . 國立政治大學.   [2014-11-15]. （原始内容存档于2020-05-01） （中文）.
29. 1 2  朱燕平.  (doc). 南京市: 南京圖書館 （中文）.[]
30. ↑  詹彩芸. . 巴黎視野 (臺北市: 財團法人中法文化教育基金會). 2012年12月, 第21期: 第48頁至第50頁  [2014-11-14]. （原始内容存档于2014-11-29） （中文）.
31. ↑  戴盈. . 法國駐華使館及總領事館. 2010-01-20  [2014-11-29]. （原始内容存档于2016-05-30） （中文）.
32. ↑  《國立政治大學校史史料彙編》第9頁、第32頁
33. ↑  葉皓. . . 南京市: 南京出版社. 2010-01-01. ISBN 9787807185666 （中文）.
34. ↑  王科. . 中共賀州市委組織部 (賀州市: 中国共产党新闻网). 2015-07-09  [2015-08-05]. （原始内容存档于2016-04-29） （中文）.
35. ↑  . 國立政治大學.   [2014-11-15]. （原始内容存档于2020-05-01） （中文）.
36. ↑  簡茂發. . 國立臺灣師範大學教育研究所集刊 (臺北市: 國立臺灣師範大學). 1987, 第29輯: 第31頁 （中文）.
37. 1 2 3  单补生. . 中國黄埔軍校網.   [2014-12-12]. （原始内容存档于2020-06-24） （中文）.
38. ↑  張翔：“國民黨中央政治學校包頭分校始末”，《長春教育學院學報》，2013年第18期，第10-11頁。
39. ↑  . 重慶市: 重慶圖書館.   [2015-05-28]. （原始内容存档于2015-05-28） （中文）.
40. 1 2  . 國立政治大學.   [2014-12-17]. （原始内容存档于2020-06-23） （中文）.
41. ↑  . 法務部司法官學院.   [2014-11-14]. （原始内容存档于2014-12-25） （中文）.
42. 1 2   (PDF). 國立政治大學傳播學院: 13. 1990-12-01  [2014-12-03]. （原始内容 (PDF)存档于2015-07-23） （中文）.
43. 1 2  Deng, Shaogen. . Chinese Journal of Journalism and Communication (Renmin University of China). 2013, 35 (2): 149-155. ISSN 1002-5685 （中文）.
44. ↑  王明亮：“從美方檔案看重慶中央政治學校新聞學院始末”，《新聞界》，2014年第15期，第2-6頁。
45. ↑  茅家琦. . . 臺北市: 臺灣商務印書館. 2003-06-01: 第111頁. ISBN 9570517964 （中文）.
46. ↑  張树德. . . 北京市: 團結出版社. 2007-12-31. ISBN 9787802143272 （中文）. 三青團中央幹校最初只設研究部，3期培訓了近五百人。以後又增設了專修部，分地方自治科、師範科、管理科、生產科，又培訓了近五百人。根據抗戰勝利後的東北狀況，學校還特設東北青年訓練班，培訓了一百餘人。學員在校期間，蔣經國對學生進行感情和政治投資，學員們對這位教育長留下了很深的印象，當學員畢業回到各自省份時，把太子蔣經國的名字也帶到四面八方。
47. ↑  . 國立政治大學.   [2014-11-15]. （原始内容存档于2020-07-17） （中文）.
48. 1 2  . 國立政治大學.   [2014-11-15]. （原始内容存档于2020-07-17） （中文）.
49. 1 2 3 4  . 國立政治大學.   [2014-12-10]. （原始内容存档于2020-07-17） （中文）.
50. ↑  吳思華. . 臺北市: 遠流出版社. : 第16頁. ISBN 9789573274445 （中文）.
51. ↑  王孟琦 (编). . 政大開放論壇. 臺北市: 李有仁. 2014-03-21  [2015-09-21]. （原始内容存档于2020-10-08） （中文）.
52. ↑  鍾佩芸. . NOWnews (臺北市: 今日傳媒). 2015-10-01  [2015-10-09]. （原始内容存档于2015-12-03） （中文）.
53. ↑  董保城 (编). . 臺北市: 國立政治大學行政法人專題研究小組.   [2015-09-24]. （原始内容存档于2020-11-09） （中文）.
54. ↑  王彩鸝.  (新闻稿). 臺北市: 聯合新聞網. 2016-02-17  [2016-02-17]. （原始内容存档于2021-01-15） （中文）.
55. 1 2  . 國立政治大學.   [2014-12-10]. （原始内容存档于2020-07-17） （中文）.
56. ↑  劉曉鵬.  (PDF). 中央研究院近代史研究所集刊 (中央研究院近代史研究所). 2013年12月, (82): 第145至第174頁  [2014-12-27]. ISSN 0578-2015. （原始内容存档 (PDF)于2021-01-15） （中文）.
57. ↑   (PDF). 府都規字第09939234300號. 臺北市政府. 2010-12-27  [2021-01-19]. （原始内容存档 (PDF)于2016-01-08） （中文）.
58. ↑  陳宛茜; 潘乃欣. . 臺北市: 聯合報. 2019-07-05  [2019-08-21]. （原始内容存档于2021-01-15） （中文）.
59. ↑  . 台灣聯合大學系統.   [2021-03-04]. （原始内容存档于2022-03-20）.
60. ↑  . www.nccu.edu.tw.   [2022-08-12]. （原始内容存档于2022-08-12） （中文（臺灣））.
61. ↑  . www.nccu.edu.tw.   [2022-08-12] （中文（臺灣））.
62. ↑  .   [2023-03-09]. （原始内容存档于2023-03-09）.
63. ↑  .   [2023-03-09]. （原始内容存档于2023-03-09）.
64. ↑  何秀玲. . 經濟日報 (臺北市: 聯合報系). 2014-12-06  [2015-02-24]. （原始内容存档于2015-02-24） （中文）.
65. ↑  . 中華民國總統府. 1946-12-25  [2019-10-03]. （原始内容存档于2021-01-15） （中文）. 中華民國國民大會受全體國民之付託，依據孫中山先生創立中華民國之遺教，為鞏固國權，保障民權，奠定社會安寧，增進人民福利，制定本憲法，頒行全國，永矢咸遵。
66. ↑  . 中華民國總統府.   [2019-10-03]. （原始内容存档于2019-04-11） （中文）. 蔣總統中正先生......民國37年當選行憲後中華民國第一任總統。
67. ↑  .   [2021-07-22]. （原始内容存档于2022-04-02）.
68. ↑  . coi.nccu.edu.tw.   [2023-08-03]. （原始内容存档于2023-08-03） （中文（臺灣））.
69. ↑  政大設立產學合作國際金融學院　期許臺灣在國際金融版圖上扮演關鍵角色
70. ↑  . 國立政治大學.   [2017-03-10]. （原始内容存档于2021-01-15） （中文）.
71. ↑  吳柏軒. . 臺北市: 自由時報. 2014-07-31  [2014-11-15]. （原始内容存档于2021-01-15） （中文）.
72. ↑  . 臺北市: 政大記憶WIKI. 2025-01-04.
73. ↑   (PDF). 國立政治大學圖書館. 2022-05  [2022-08-14]. （原始内容存档 (PDF)于2022-08-17）.
74. ↑  . 臺北市: 政治大學圖書館. 2016-06-15  [2021-01-19]. （原始内容存档于2020-11-22） （中文）.
75. ↑  .   [2020-05-15]. （原始内容存档于2021-01-15）.
76. ↑  .   [2020-05-02]. （原始内容存档于2020-10-08）.
77. ↑  .   [2020-05-02]. （原始内容存档于2021-01-15）.
78. ↑  .   [2020-05-02]. （原始内容存档于2021-01-15）.
79. ↑  . 國立政治大學.   [2009-01-12]. （原始内容存档于2021-01-01） （中文）.
80. ↑  . 臺北市: 政治大學圖書館. 2009-08-18  [2015-11-01]. （原始内容存档于2021-01-15） （中文）.
81. ↑  . 國立政治大學.   [2021-01-19]. （原始内容存档于2020-11-05） （中文）.
82. ↑  政治大學秘書處. . 臺北市. 2006  [2014-12-26]. （原始内容存档于2018-10-09） （中文）.
83. ↑  羅皓恩. . 臺北市: 政治大學秘書處. 2014-12-24  [2019-10-26]. （原始内容存档于2014-12-26） （中文）.
84. ↑  . 國立政治大學.   [2021-01-19]. （原始内容存档于2021-01-15） （中文）.
85. ↑  . 臺北市: 國立政治大學電算中心.   [2021-01-19]. （原始内容存档于2020-11-09） （中文）.
86. ↑  . 國立政治大學.   [2014-10-07]. （原始内容存档于2021-01-15） （中文）.
87. ↑  國立教育廣播電台. . 桃園市: 中大出版中心. 2014-02-05  [2015-08-29]. （原始内容存档于2021-01-15） （中文）.
88. ↑  許秩維. . 中央通訊社. 2025-03-18  [2025-03-19]. （原始内容存档于2025-03-20）.
89. ↑  學務處課外活動組. . 國立政治大學.   [2014-11-15]. （原始内容存档于2017-08-14） （中文）.
90. ↑  曾韋竣; 莊智勛; 章凱閎. . 國立政治大學秘書處. 2014-12-06 （中文）.[永久]
91. ↑  教務處綜合業務組.  (PDF). 國立政治大學. 2012-11-07  [2014-11-15]. （原始内容存档 (PDF)于2021-01-15） （中文）.
92. ↑  李威儀. . 臺北市: 聯合報. 2010-12-21  [2014-11-15]. （原始内容存档于2014-11-29） （中文）.
93. ↑  蔡立勳; 楊孟軒. 呂冠璇 , 编. . 台北市: 天下雜誌. 2021-03-28 （中文）.
94. ↑  曾思儒 (编). . 台北市: 聯合新聞網. 2022-03-20  [2022-03-20]. （原始内容存档于2022-04-11） （中文）.
95. ↑  仇佩芬. . 風傳媒. 2014-07-29  [2015-01-07]. （原始内容存档于2015-01-28） （中文）.
96. ↑  林群恩; 陳東豪. . 新新聞. 新新聞文化事業. 2012-01-23  [2015-01-07]. （原始内容存档于2015-01-28） （中文（臺灣））.
97. ↑  李家豪. . 國立政治大學秘書處. 2015-01-21  [2019-10-26]. （原始内容存档于2018-10-09） （中文）. 吳逸儒和羅子倫都是政大法律系畢業，且同屬相同讀書會，這次一起報考律師和司法官，雙雙同時上榜。吳逸儒不但是司法官特考榜首，也高居律師高考第三名。
98. ↑  . 臺北市: 國立政治大學. 2012  [2021-01-19]. （原始内容存档于2021-01-15） （中文（臺灣））.
99. ↑  . 臺北市: 東森新聞雲. 2017-10-05  [2021-01-19]. （原始内容存档于2020-12-14） （中文（臺灣））.
100. ↑  陳至中. . 臺北市: 經濟日報. 中央社. 2019-04-16  [2019-04-16]. （原始内容存档于2021-01-15） （中文（臺灣））.
101. ↑  . 國立政治大學80周年慶官方網站. 臺北市: 國立政治大學. 2007-05-19  [2015-08-05]. （原始内容存档于2018-10-09） （中文（臺灣））. 政治大學文學院院長王文顏教授，推薦查良鏞先生致詞時表示，查良鏞先生1924年生，1944年考入中央政治大學（國立政治大學前身）外交系，畢生從事新聞工作，是華人世界中成就卓越的資深報人；文學方面上著述甚豐，有15部長篇小說風行於世，已譯成英文、法文、泰文、越南文、馬來文、朝鮮文、日文等多國文字，風行世界。學術方面，金庸先生對法律、歷史、佛學也有深入研究。
102. ↑  中華民國100年12月7日第636次政治大學行政會議通過通過《國立政治大學傑出校友遴選辦法》，中華民國108年8月2日第681次政治大學行政會議第四次修正辦法。
103. ↑  . 國立政治大學.   [2005-11-09]. （原始内容存档于2021-01-15） （中文）.
104. ↑  崔明忠.  (学位论文). 臺北市: 國立政治大學. 1998 （中文）.
105. ↑  羅皓恩.  (新闻稿). 臺北市: 政治大學秘書處. 2015-07-02  [2019-10-26]. （原始内容存档于2018-10-09） （中文）.
106. ↑  沈育如. . 臺北市: 聯合報. 2011-10-19  [2015-04-18]. （原始内容存档于2014-11-29） （中文）.
107. ↑   (docx). 臺北市: 中華民國科技部. 2012  [2021-01-19]. （原始内容存档于2018-10-03） （中文）.
108. ↑  . 臺北市: 政治大學臺灣文學研究所.   [2015-06-30]. （原始内容存档于2021-01-15） （中文）.
109. ↑  國立政治大學. . 國立臺灣大學. 發文字號：政頂字第1040001068號. 臺北市. 2015-02-10  [2015-06-30]. （原始内容存档于2015-09-24） （中文）.
110. ↑   (新闻稿). 國立政治大學公共行政及企業管理教育中心. 2007-01-19  [2014-12-04]. （原始内容存档于2015-01-28） （中文）.
111. ↑  顏妤恬. . 臺北市: 國立政治大學. 2018-03-21  [2019-10-26]. （原始内容存档于2018-05-25） （中文）.
112. ↑  李樹人. . 臺北市: 聯合報. 2018-03-29  [2018-06-19]. （原始内容存档于2021-01-15） （中文）.
113. ↑  歐陽常楓. . 常春月刊 (臺灣電視事業股份有限公司).   [2014-12-04]. （原始内容存档于2019-05-14） （中文）.
114. ↑  . 臺北市立聯合醫院仁愛院區. 2014-11-20  [2014-12-04]. （原始内容存档于2014-12-14） （中文）.
115. ↑  林進修. . 臺北市: 聯合晚報. 2009-05-20  [2014-12-04]. （原始内容存档于2014-12-09） （中文）.
116. ↑  陽明大學教務處.  (新闻稿). 國立陽明大學. 2002年  [2015-02-24]. （原始内容存档于2015-02-24） （中文）.
117. ↑  邱貴珠.  (新闻稿). 臺北市: 中華民國財政部. 2015-06-05  [2015-06-10]. （原始内容存档于2015-06-10） （中文）. 國立政治大學理學院設有應用數學系、心理學系、資訊科學系、神經科學研究所及應用物理研究所等五個系所，研究教學著重理論與實務結合，對內與該校傳播學院、法學院、商學院、教育學院學術合作，對外與中央研究院及國立清華大學合辦「社群網路與人智計算國際研究生博士學位學程」
118. ↑   (PDF). 臺北市. 2013-05-17  [2015-08-10]. （原始内容 (pdf)存档于2015-12-22） （中文）.
119. ↑   (pdf). 2017-01-01  [2018-01-24]. （原始内容存档 (PDF)于2017-12-29） （中文）.
120. ↑  國立政治大學轉注藝遊計畫辦公室. . 臺北市: 中華民國教育部資訊及科技教育司.   [2016-05-16]. （原始内容存档于2016-05-13） （中文）.
121. ↑  蔡瑞煌. . 《人文與社會科學簡訊》 (臺北市: 中華民國科技部). 2015年9月, 16 (4): 第65頁至第71頁 （中文）.
122. ↑  羅皓恩.  (新闻稿). 臺北市: 政治大學文學院. 2016-05-11  [2019-10-26]. （原始内容存档于2018-10-09） （中文）.
123. 1 2  . 國立政治大學.   [2009-01-12]. （原始内容存档于2021-01-15） （中文）.
124. ↑  政治大學國際事務學院.  (新闻稿). 臺北市: 政治大學秘書處. 2015-06-26  [2019-10-26]. （原始内容存档于2018-10-09） （中文）.
125. ↑   (PDF) (新闻稿). 臺北市: 政治大學國際事務學院. 2015-06-25  [2018-09-04]. （原始内容 (PDF)存档于2016-03-04） （英语）.
126. ↑  羅浩恩.  (新闻稿). 臺北市: 政治大學國際關係研究中心. 2016-01-31  [2019-10-26]. （原始内容存档于2019-03-21） （中文）.
127. ↑   (PDF). National University of Singapore. 2018-01-29  [2018-12-10]. （原始内容存档 (PDF)于2020-09-10）.
128. ↑  政治大學人文中心.  (新闻稿). 政治大學秘書處. 2014-11-28  [2019-10-26]. （原始内容存档于2014-12-05） （中文）. 人文中心與中歐國際工商學院27-28日共同主辦民國史研習營，邀集歷史學者與多位民國大事參與者和家屬授課。這場研習營參與學員都是來自中國各地的商界菁英，人文中心認為不僅是兩岸學術交流，更創跨界合作新模式。
129. ↑  楊婷安; 吳季璇.  (新闻稿). 政治大學秘書處. 2014-09-06 （中文）. 受南開大學、北京大學、清華大學邀請，國家發展研究所長童振源8月31日至9月6日率領16位師生赴天津與北京參訪，與南開大學臺灣經濟研究所長曹小衡、世界銀行前副行長兼首席經濟學家、北京大學國家發展研究榮譽院長林毅夫以及清華大學中國國情研究院院長胡鞍鋼交流，期望從學術面、產業面、歷史面，全面了解中國大陸的發展現況與未來展望。[永久]
130. ↑  . 政治大學秘書處. 2013年5月  [2015-03-03]. （原始内容存档于2021-01-15） （中文）.
131. ↑  . 臺北市: 國立政治大學. 2011-11-24  [2019-10-26]. （原始内容存档于2018-10-09） （中文）.
132. ↑  . 北京市: 政治大學科技管理與智慧財產研究所. 2004-04-17 （中文）.[永久]
133. ↑  鄭惠文. . 國立政治大學兩岸學術交流網. 臺北市. 2010  [2015-05-10]. （原始内容存档于2020-11-09） （中文）.
134. ↑  陳胤祖. . 國立政治大學兩岸學術交流網. 臺北市. 2012  [2015-05-10]. （原始内容存档于2020-11-09） （中文）.
135. ↑  中國人民大學港澳臺辦公室.  (新闻稿). 北京市: 中國人民大學. 2015-04-30  [2016-02-27]. （原始内容存档于2020-11-17） （中文）. 两校在办学性质、发展历程与学科设置等方面有很多相似之处，在多个领域开展了广泛交流，合作关系十分密切。
136. ↑  國際合作事務處. . 臺北市: 國立政治大學. 2018-06-14  [2019-05-28]. （原始内容存档于2019-02-20） （中文）.
137. ↑   (PDF). 臺北市: 國立政治大學. 2017-12-28  [2019-06-17]. （原始内容存档 (PDF)于2021-01-15） （中文）.
138. ↑  林曉雲. . 臺北市: 自由時報. 2019-06-28 （中文）.[永久]

### 書籍
- 中央政治學校. 南京圖書館 , 编. . 南京市: 江蘇鳳凰出版社. 2012年5月. ISBN 9787550613133 （中文）.
- 吳思華. . 臺北市: 遠流出版社. ISBN 9789573274445 （中文）.
- 叶皓. . . 南京市: 南京出版社. 2010-01-01. ISBN 9787807185666 （中文）.
- 茅家琦. . 臺北市: 臺灣商務印書館. 2003-06-01. ISBN 9570517964 （中文）.
- 张树德. . 北京市: 团结出版社. 2007-12-31. ISBN 9787802143272 （中文）.
- 周愚文 (编). . 臺北市: 國立中正紀念堂管理處. 2014年3月. ISBN 9789860400618 （中文）.
- 朱燕平 (编). . 南京市: 江蘇人民出版社. 2014-04-01. ISBN 9787214078827 （中文）.
- 楊婉瑩 (编). . 臺北市: 政大出版社. 2016-05-01. ISBN 9789866475870 （中文）.

### 論文
- 崔明忠.  (学位论文). 臺北市: 國立政治大學. 1998 （中文）.

### 關聯團體
- 中國國民黨
- 中央陸軍軍官學校
- 國立中央大學 (南京)
- 南京大學
- 中國第二歷史檔案館
- 南京圖書館
- 重慶圖書館
- 中共中央黨校 （國家行政學院）
- 中國人民大學
- 民國時期國立普通高等學校

### 關聯建築
- 原國立中央政治大學門樓

## 外部連結
- 官方网站（中文）（英文）
- 國立政治大學政府研究資訊系統 （页面存档备份，存于）
- 國立政治大學機構典藏 （页面存档备份，存于）
- 政治大學線上開放式課程 （页面存档备份，存于）（中文）
- YouTube上的國立政治大學頻道
- 國立政治大學的Facebook專頁
- 國立政治大學的新浪微博
- 國立政治大學 （页面存档备份，存于）的ResearchGate專頁
- 國立政治大學的LinkedIn專頁
- 大專校院校務資訊公開平台（页面存档备份，存于）
- NCCU Instagram
- NCCU Youtube （页面存档备份，存于）